# Matto della libellula
Nel gioco degli scacchi, il  matto della libellula (traduzione letterale del tedesco "Libellenmatt", senza un equivalente in italiano) è una combinazione di scacco matto rara ma di grande effetto, con cui un Alfiere e un Cavallo perfettamente coordinati, spesso anche in grande inferiorità di materiale, danno matto al Re avversario.

## Origine del nome
Il nome fa riferimento, con una buona dose di fantasia, alla somiglianza della posizione finale con la forma di una libellula: la diagonale su cui agisce l'Alfiere ne ricorda il corpo slanciato, mentre il Cavallo, le case che controlla e il Re avversario formerebbero le ali poste all'estremità dell'insetto.

## Particolarità
Essendo piuttosto raro nei tornei scacchistici, il matto della libellula desta grande sensazione quando si verifica nella pratica ed è particolarmente spettacolare quando, come avviene in molti casi, è preceduto da un sacrificio di Donna.

## Esempio
|   | a | b | c | d | e | f | g | h |   |
| 8 | g8 re del nero · a7 donna del nero · f7 alfiere del nero · g7 alfiere del nero · h7 pedone del nero · a6 pedone del nero · e6 cavallo del nero · f6 donna del bianco · g6 pedone del nero · b5 pedone del nero · e5 cavallo del bianco · f5 pedone del nero · b3 pedone del bianco · g3 pedone del bianco · h3 pedone del bianco · a2 pedone del bianco · b2 alfiere del bianco · c2 torre del bianco · f2 pedone del bianco · h2 re del bianco · f1 torre del nero | g8 re del nero · a7 donna del nero · f7 alfiere del nero · g7 alfiere del nero · h7 pedone del nero · a6 pedone del nero · e6 cavallo del nero · f6 donna del bianco · g6 pedone del nero · b5 pedone del nero · e5 cavallo del bianco · f5 pedone del nero · b3 pedone del bianco · g3 pedone del bianco · h3 pedone del bianco · a2 pedone del bianco · b2 alfiere del bianco · c2 torre del bianco · f2 pedone del bianco · h2 re del bianco · f1 torre del nero | g8 re del nero · a7 donna del nero · f7 alfiere del nero · g7 alfiere del nero · h7 pedone del nero · a6 pedone del nero · e6 cavallo del nero · f6 donna del bianco · g6 pedone del nero · b5 pedone del nero · e5 cavallo del bianco · f5 pedone del nero · b3 pedone del bianco · g3 pedone del bianco · h3 pedone del bianco · a2 pedone del bianco · b2 alfiere del bianco · c2 torre del bianco · f2 pedone del bianco · h2 re del bianco · f1 torre del nero | g8 re del nero · a7 donna del nero · f7 alfiere del nero · g7 alfiere del nero · h7 pedone del nero · a6 pedone del nero · e6 cavallo del nero · f6 donna del bianco · g6 pedone del nero · b5 pedone del nero · e5 cavallo del bianco · f5 pedone del nero · b3 pedone del bianco · g3 pedone del bianco · h3 pedone del bianco · a2 pedone del bianco · b2 alfiere del bianco · c2 torre del bianco · f2 pedone del bianco · h2 re del bianco · f1 torre del nero | g8 re del nero · a7 donna del nero · f7 alfiere del nero · g7 alfiere del nero · h7 pedone del nero · a6 pedone del nero · e6 cavallo del nero · f6 donna del bianco · g6 pedone del nero · b5 pedone del nero · e5 cavallo del bianco · f5 pedone del nero · b3 pedone del bianco · g3 pedone del bianco · h3 pedone del bianco · a2 pedone del bianco · b2 alfiere del bianco · c2 torre del bianco · f2 pedone del bianco · h2 re del bianco · f1 torre del nero | g8 re del nero · a7 donna del nero · f7 alfiere del nero · g7 alfiere del nero · h7 pedone del nero · a6 pedone del nero · e6 cavallo del nero · f6 donna del bianco · g6 pedone del nero · b5 pedone del nero · e5 cavallo del bianco · f5 pedone del nero · b3 pedone del bianco · g3 pedone del bianco · h3 pedone del bianco · a2 pedone del bianco · b2 alfiere del bianco · c2 torre del bianco · f2 pedone del bianco · h2 re del bianco · f1 torre del nero | g8 re del nero · a7 donna del nero · f7 alfiere del nero · g7 alfiere del nero · h7 pedone del nero · a6 pedone del nero · e6 cavallo del nero · f6 donna del bianco · g6 pedone del nero · b5 pedone del nero · e5 cavallo del bianco · f5 pedone del nero · b3 pedone del bianco · g3 pedone del bianco · h3 pedone del bianco · a2 pedone del bianco · b2 alfiere del bianco · c2 torre del bianco · f2 pedone del bianco · h2 re del bianco · f1 torre del nero | g8 re del nero · a7 donna del nero · f7 alfiere del nero · g7 alfiere del nero · h7 pedone del nero · a6 pedone del nero · e6 cavallo del nero · f6 donna del bianco · g6 pedone del nero · b5 pedone del nero · e5 cavallo del bianco · f5 pedone del nero · b3 pedone del bianco · g3 pedone del bianco · h3 pedone del bianco · a2 pedone del bianco · b2 alfiere del bianco · c2 torre del bianco · f2 pedone del bianco · h2 re del bianco · f1 torre del nero | 8 |
| 7 | g8 re del nero · a7 donna del nero · f7 alfiere del nero · g7 alfiere del nero · h7 pedone del nero · a6 pedone del nero · e6 cavallo del nero · f6 donna del bianco · g6 pedone del nero · b5 pedone del nero · e5 cavallo del bianco · f5 pedone del nero · b3 pedone del bianco · g3 pedone del bianco · h3 pedone del bianco · a2 pedone del bianco · b2 alfiere del bianco · c2 torre del bianco · f2 pedone del bianco · h2 re del bianco · f1 torre del nero | g8 re del nero · a7 donna del nero · f7 alfiere del nero · g7 alfiere del nero · h7 pedone del nero · a6 pedone del nero · e6 cavallo del nero · f6 donna del bianco · g6 pedone del nero · b5 pedone del nero · e5 cavallo del bianco · f5 pedone del nero · b3 pedone del bianco · g3 pedone del bianco · h3 pedone del bianco · a2 pedone del bianco · b2 alfiere del bianco · c2 torre del bianco · f2 pedone del bianco · h2 re del bianco · f1 torre del nero | g8 re del nero · a7 donna del nero · f7 alfiere del nero · g7 alfiere del nero · h7 pedone del nero · a6 pedone del nero · e6 cavallo del nero · f6 donna del bianco · g6 pedone del nero · b5 pedone del nero · e5 cavallo del bianco · f5 pedone del nero · b3 pedone del bianco · g3 pedone del bianco · h3 pedone del bianco · a2 pedone del bianco · b2 alfiere del bianco · c2 torre del bianco · f2 pedone del bianco · h2 re del bianco · f1 torre del nero | g8 re del nero · a7 donna del nero · f7 alfiere del nero · g7 alfiere del nero · h7 pedone del nero · a6 pedone del nero · e6 cavallo del nero · f6 donna del bianco · g6 pedone del nero · b5 pedone del nero · e5 cavallo del bianco · f5 pedone del nero · b3 pedone del bianco · g3 pedone del bianco · h3 pedone del bianco · a2 pedone del bianco · b2 alfiere del bianco · c2 torre del bianco · f2 pedone del bianco · h2 re del bianco · f1 torre del nero | g8 re del nero · a7 donna del nero · f7 alfiere del nero · g7 alfiere del nero · h7 pedone del nero · a6 pedone del nero · e6 cavallo del nero · f6 donna del bianco · g6 pedone del nero · b5 pedone del nero · e5 cavallo del bianco · f5 pedone del nero · b3 pedone del bianco · g3 pedone del bianco · h3 pedone del bianco · a2 pedone del bianco · b2 alfiere del bianco · c2 torre del bianco · f2 pedone del bianco · h2 re del bianco · f1 torre del nero | g8 re del nero · a7 donna del nero · f7 alfiere del nero · g7 alfiere del nero · h7 pedone del nero · a6 pedone del nero · e6 cavallo del nero · f6 donna del bianco · g6 pedone del nero · b5 pedone del nero · e5 cavallo del bianco · f5 pedone del nero · b3 pedone del bianco · g3 pedone del bianco · h3 pedone del bianco · a2 pedone del bianco · b2 alfiere del bianco · c2 torre del bianco · f2 pedone del bianco · h2 re del bianco · f1 torre del nero | g8 re del nero · a7 donna del nero · f7 alfiere del nero · g7 alfiere del nero · h7 pedone del nero · a6 pedone del nero · e6 cavallo del nero · f6 donna del bianco · g6 pedone del nero · b5 pedone del nero · e5 cavallo del bianco · f5 pedone del nero · b3 pedone del bianco · g3 pedone del bianco · h3 pedone del bianco · a2 pedone del bianco · b2 alfiere del bianco · c2 torre del bianco · f2 pedone del bianco · h2 re del bianco · f1 torre del nero | g8 re del nero · a7 donna del nero · f7 alfiere del nero · g7 alfiere del nero · h7 pedone del nero · a6 pedone del nero · e6 cavallo del nero · f6 donna del bianco · g6 pedone del nero · b5 pedone del nero · e5 cavallo del bianco · f5 pedone del nero · b3 pedone del bianco · g3 pedone del bianco · h3 pedone del bianco · a2 pedone del bianco · b2 alfiere del bianco · c2 torre del bianco · f2 pedone del bianco · h2 re del bianco · f1 torre del nero | 7 |
| 6 | g8 re del nero · a7 donna del nero · f7 alfiere del nero · g7 alfiere del nero · h7 pedone del nero · a6 pedone del nero · e6 cavallo del nero · f6 donna del bianco · g6 pedone del nero · b5 pedone del nero · e5 cavallo del bianco · f5 pedone del nero · b3 pedone del bianco · g3 pedone del bianco · h3 pedone del bianco · a2 pedone del bianco · b2 alfiere del bianco · c2 torre del bianco · f2 pedone del bianco · h2 re del bianco · f1 torre del nero | g8 re del nero · a7 donna del nero · f7 alfiere del nero · g7 alfiere del nero · h7 pedone del nero · a6 pedone del nero · e6 cavallo del nero · f6 donna del bianco · g6 pedone del nero · b5 pedone del nero · e5 cavallo del bianco · f5 pedone del nero · b3 pedone del bianco · g3 pedone del bianco · h3 pedone del bianco · a2 pedone del bianco · b2 alfiere del bianco · c2 torre del bianco · f2 pedone del bianco · h2 re del bianco · f1 torre del nero | g8 re del nero · a7 donna del nero · f7 alfiere del nero · g7 alfiere del nero · h7 pedone del nero · a6 pedone del nero · e6 cavallo del nero · f6 donna del bianco · g6 pedone del nero · b5 pedone del nero · e5 cavallo del bianco · f5 pedone del nero · b3 pedone del bianco · g3 pedone del bianco · h3 pedone del bianco · a2 pedone del bianco · b2 alfiere del bianco · c2 torre del bianco · f2 pedone del bianco · h2 re del bianco · f1 torre del nero | g8 re del nero · a7 donna del nero · f7 alfiere del nero · g7 alfiere del nero · h7 pedone del nero · a6 pedone del nero · e6 cavallo del nero · f6 donna del bianco · g6 pedone del nero · b5 pedone del nero · e5 cavallo del bianco · f5 pedone del nero · b3 pedone del bianco · g3 pedone del bianco · h3 pedone del bianco · a2 pedone del bianco · b2 alfiere del bianco · c2 torre del bianco · f2 pedone del bianco · h2 re del bianco · f1 torre del nero | g8 re del nero · a7 donna del nero · f7 alfiere del nero · g7 alfiere del nero · h7 pedone del nero · a6 pedone del nero · e6 cavallo del nero · f6 donna del bianco · g6 pedone del nero · b5 pedone del nero · e5 cavallo del bianco · f5 pedone del nero · b3 pedone del bianco · g3 pedone del bianco · h3 pedone del bianco · a2 pedone del bianco · b2 alfiere del bianco · c2 torre del bianco · f2 pedone del bianco · h2 re del bianco · f1 torre del nero | g8 re del nero · a7 donna del nero · f7 alfiere del nero · g7 alfiere del nero · h7 pedone del nero · a6 pedone del nero · e6 cavallo del nero · f6 donna del bianco · g6 pedone del nero · b5 pedone del nero · e5 cavallo del bianco · f5 pedone del nero · b3 pedone del bianco · g3 pedone del bianco · h3 pedone del bianco · a2 pedone del bianco · b2 alfiere del bianco · c2 torre del bianco · f2 pedone del bianco · h2 re del bianco · f1 torre del nero | g8 re del nero · a7 donna del nero · f7 alfiere del nero · g7 alfiere del nero · h7 pedone del nero · a6 pedone del nero · e6 cavallo del nero · f6 donna del bianco · g6 pedone del nero · b5 pedone del nero · e5 cavallo del bianco · f5 pedone del nero · b3 pedone del bianco · g3 pedone del bianco · h3 pedone del bianco · a2 pedone del bianco · b2 alfiere del bianco · c2 torre del bianco · f2 pedone del bianco · h2 re del bianco · f1 torre del nero | g8 re del nero · a7 donna del nero · f7 alfiere del nero · g7 alfiere del nero · h7 pedone del nero · a6 pedone del nero · e6 cavallo del nero · f6 donna del bianco · g6 pedone del nero · b5 pedone del nero · e5 cavallo del bianco · f5 pedone del nero · b3 pedone del bianco · g3 pedone del bianco · h3 pedone del bianco · a2 pedone del bianco · b2 alfiere del bianco · c2 torre del bianco · f2 pedone del bianco · h2 re del bianco · f1 torre del nero | 6 |
| 5 | g8 re del nero · a7 donna del nero · f7 alfiere del nero · g7 alfiere del nero · h7 pedone del nero · a6 pedone del nero · e6 cavallo del nero · f6 donna del bianco · g6 pedone del nero · b5 pedone del nero · e5 cavallo del bianco · f5 pedone del nero · b3 pedone del bianco · g3 pedone del bianco · h3 pedone del bianco · a2 pedone del bianco · b2 alfiere del bianco · c2 torre del bianco · f2 pedone del bianco · h2 re del bianco · f1 torre del nero | g8 re del nero · a7 donna del nero · f7 alfiere del nero · g7 alfiere del nero · h7 pedone del nero · a6 pedone del nero · e6 cavallo del nero · f6 donna del bianco · g6 pedone del nero · b5 pedone del nero · e5 cavallo del bianco · f5 pedone del nero · b3 pedone del bianco · g3 pedone del bianco · h3 pedone del bianco · a2 pedone del bianco · b2 alfiere del bianco · c2 torre del bianco · f2 pedone del bianco · h2 re del bianco · f1 torre del nero | g8 re del nero · a7 donna del nero · f7 alfiere del nero · g7 alfiere del nero · h7 pedone del nero · a6 pedone del nero · e6 cavallo del nero · f6 donna del bianco · g6 pedone del nero · b5 pedone del nero · e5 cavallo del bianco · f5 pedone del nero · b3 pedone del bianco · g3 pedone del bianco · h3 pedone del bianco · a2 pedone del bianco · b2 alfiere del bianco · c2 torre del bianco · f2 pedone del bianco · h2 re del bianco · f1 torre del nero | g8 re del nero · a7 donna del nero · f7 alfiere del nero · g7 alfiere del nero · h7 pedone del nero · a6 pedone del nero · e6 cavallo del nero · f6 donna del bianco · g6 pedone del nero · b5 pedone del nero · e5 cavallo del bianco · f5 pedone del nero · b3 pedone del bianco · g3 pedone del bianco · h3 pedone del bianco · a2 pedone del bianco · b2 alfiere del bianco · c2 torre del bianco · f2 pedone del bianco · h2 re del bianco · f1 torre del nero | g8 re del nero · a7 donna del nero · f7 alfiere del nero · g7 alfiere del nero · h7 pedone del nero · a6 pedone del nero · e6 cavallo del nero · f6 donna del bianco · g6 pedone del nero · b5 pedone del nero · e5 cavallo del bianco · f5 pedone del nero · b3 pedone del bianco · g3 pedone del bianco · h3 pedone del bianco · a2 pedone del bianco · b2 alfiere del bianco · c2 torre del bianco · f2 pedone del bianco · h2 re del bianco · f1 torre del nero | g8 re del nero · a7 donna del nero · f7 alfiere del nero · g7 alfiere del nero · h7 pedone del nero · a6 pedone del nero · e6 cavallo del nero · f6 donna del bianco · g6 pedone del nero · b5 pedone del nero · e5 cavallo del bianco · f5 pedone del nero · b3 pedone del bianco · g3 pedone del bianco · h3 pedone del bianco · a2 pedone del bianco · b2 alfiere del bianco · c2 torre del bianco · f2 pedone del bianco · h2 re del bianco · f1 torre del nero | g8 re del nero · a7 donna del nero · f7 alfiere del nero · g7 alfiere del nero · h7 pedone del nero · a6 pedone del nero · e6 cavallo del nero · f6 donna del bianco · g6 pedone del nero · b5 pedone del nero · e5 cavallo del bianco · f5 pedone del nero · b3 pedone del bianco · g3 pedone del bianco · h3 pedone del bianco · a2 pedone del bianco · b2 alfiere del bianco · c2 torre del bianco · f2 pedone del bianco · h2 re del bianco · f1 torre del nero | g8 re del nero · a7 donna del nero · f7 alfiere del nero · g7 alfiere del nero · h7 pedone del nero · a6 pedone del nero · e6 cavallo del nero · f6 donna del bianco · g6 pedone del nero · b5 pedone del nero · e5 cavallo del bianco · f5 pedone del nero · b3 pedone del bianco · g3 pedone del bianco · h3 pedone del bianco · a2 pedone del bianco · b2 alfiere del bianco · c2 torre del bianco · f2 pedone del bianco · h2 re del bianco · f1 torre del nero | 5 |
| 4 | g8 re del nero · a7 donna del nero · f7 alfiere del nero · g7 alfiere del nero · h7 pedone del nero · a6 pedone del nero · e6 cavallo del nero · f6 donna del bianco · g6 pedone del nero · b5 pedone del nero · e5 cavallo del bianco · f5 pedone del nero · b3 pedone del bianco · g3 pedone del bianco · h3 pedone del bianco · a2 pedone del bianco · b2 alfiere del bianco · c2 torre del bianco · f2 pedone del bianco · h2 re del bianco · f1 torre del nero | g8 re del nero · a7 donna del nero · f7 alfiere del nero · g7 alfiere del nero · h7 pedone del nero · a6 pedone del nero · e6 cavallo del nero · f6 donna del bianco · g6 pedone del nero · b5 pedone del nero · e5 cavallo del bianco · f5 pedone del nero · b3 pedone del bianco · g3 pedone del bianco · h3 pedone del bianco · a2 pedone del bianco · b2 alfiere del bianco · c2 torre del bianco · f2 pedone del bianco · h2 re del bianco · f1 torre del nero | g8 re del nero · a7 donna del nero · f7 alfiere del nero · g7 alfiere del nero · h7 pedone del nero · a6 pedone del nero · e6 cavallo del nero · f6 donna del bianco · g6 pedone del nero · b5 pedone del nero · e5 cavallo del bianco · f5 pedone del nero · b3 pedone del bianco · g3 pedone del bianco · h3 pedone del bianco · a2 pedone del bianco · b2 alfiere del bianco · c2 torre del bianco · f2 pedone del bianco · h2 re del bianco · f1 torre del nero | g8 re del nero · a7 donna del nero · f7 alfiere del nero · g7 alfiere del nero · h7 pedone del nero · a6 pedone del nero · e6 cavallo del nero · f6 donna del bianco · g6 pedone del nero · b5 pedone del nero · e5 cavallo del bianco · f5 pedone del nero · b3 pedone del bianco · g3 pedone del bianco · h3 pedone del bianco · a2 pedone del bianco · b2 alfiere del bianco · c2 torre del bianco · f2 pedone del bianco · h2 re del bianco · f1 torre del nero | g8 re del nero · a7 donna del nero · f7 alfiere del nero · g7 alfiere del nero · h7 pedone del nero · a6 pedone del nero · e6 cavallo del nero · f6 donna del bianco · g6 pedone del nero · b5 pedone del nero · e5 cavallo del bianco · f5 pedone del nero · b3 pedone del bianco · g3 pedone del bianco · h3 pedone del bianco · a2 pedone del bianco · b2 alfiere del bianco · c2 torre del bianco · f2 pedone del bianco · h2 re del bianco · f1 torre del nero | g8 re del nero · a7 donna del nero · f7 alfiere del nero · g7 alfiere del nero · h7 pedone del nero · a6 pedone del nero · e6 cavallo del nero · f6 donna del bianco · g6 pedone del nero · b5 pedone del nero · e5 cavallo del bianco · f5 pedone del nero · b3 pedone del bianco · g3 pedone del bianco · h3 pedone del bianco · a2 pedone del bianco · b2 alfiere del bianco · c2 torre del bianco · f2 pedone del bianco · h2 re del bianco · f1 torre del nero | g8 re del nero · a7 donna del nero · f7 alfiere del nero · g7 alfiere del nero · h7 pedone del nero · a6 pedone del nero · e6 cavallo del nero · f6 donna del bianco · g6 pedone del nero · b5 pedone del nero · e5 cavallo del bianco · f5 pedone del nero · b3 pedone del bianco · g3 pedone del bianco · h3 pedone del bianco · a2 pedone del bianco · b2 alfiere del bianco · c2 torre del bianco · f2 pedone del bianco · h2 re del bianco · f1 torre del nero | g8 re del nero · a7 donna del nero · f7 alfiere del nero · g7 alfiere del nero · h7 pedone del nero · a6 pedone del nero · e6 cavallo del nero · f6 donna del bianco · g6 pedone del nero · b5 pedone del nero · e5 cavallo del bianco · f5 pedone del nero · b3 pedone del bianco · g3 pedone del bianco · h3 pedone del bianco · a2 pedone del bianco · b2 alfiere del bianco · c2 torre del bianco · f2 pedone del bianco · h2 re del bianco · f1 torre del nero | 4 |
| 3 | g8 re del nero · a7 donna del nero · f7 alfiere del nero · g7 alfiere del nero · h7 pedone del nero · a6 pedone del nero · e6 cavallo del nero · f6 donna del bianco · g6 pedone del nero · b5 pedone del nero · e5 cavallo del bianco · f5 pedone del nero · b3 pedone del bianco · g3 pedone del bianco · h3 pedone del bianco · a2 pedone del bianco · b2 alfiere del bianco · c2 torre del bianco · f2 pedone del bianco · h2 re del bianco · f1 torre del nero | g8 re del nero · a7 donna del nero · f7 alfiere del nero · g7 alfiere del nero · h7 pedone del nero · a6 pedone del nero · e6 cavallo del nero · f6 donna del bianco · g6 pedone del nero · b5 pedone del nero · e5 cavallo del bianco · f5 pedone del nero · b3 pedone del bianco · g3 pedone del bianco · h3 pedone del bianco · a2 pedone del bianco · b2 alfiere del bianco · c2 torre del bianco · f2 pedone del bianco · h2 re del bianco · f1 torre del nero | g8 re del nero · a7 donna del nero · f7 alfiere del nero · g7 alfiere del nero · h7 pedone del nero · a6 pedone del nero · e6 cavallo del nero · f6 donna del bianco · g6 pedone del nero · b5 pedone del nero · e5 cavallo del bianco · f5 pedone del nero · b3 pedone del bianco · g3 pedone del bianco · h3 pedone del bianco · a2 pedone del bianco · b2 alfiere del bianco · c2 torre del bianco · f2 pedone del bianco · h2 re del bianco · f1 torre del nero | g8 re del nero · a7 donna del nero · f7 alfiere del nero · g7 alfiere del nero · h7 pedone del nero · a6 pedone del nero · e6 cavallo del nero · f6 donna del bianco · g6 pedone del nero · b5 pedone del nero · e5 cavallo del bianco · f5 pedone del nero · b3 pedone del bianco · g3 pedone del bianco · h3 pedone del bianco · a2 pedone del bianco · b2 alfiere del bianco · c2 torre del bianco · f2 pedone del bianco · h2 re del bianco · f1 torre del nero | g8 re del nero · a7 donna del nero · f7 alfiere del nero · g7 alfiere del nero · h7 pedone del nero · a6 pedone del nero · e6 cavallo del nero · f6 donna del bianco · g6 pedone del nero · b5 pedone del nero · e5 cavallo del bianco · f5 pedone del nero · b3 pedone del bianco · g3 pedone del bianco · h3 pedone del bianco · a2 pedone del bianco · b2 alfiere del bianco · c2 torre del bianco · f2 pedone del bianco · h2 re del bianco · f1 torre del nero | g8 re del nero · a7 donna del nero · f7 alfiere del nero · g7 alfiere del nero · h7 pedone del nero · a6 pedone del nero · e6 cavallo del nero · f6 donna del bianco · g6 pedone del nero · b5 pedone del nero · e5 cavallo del bianco · f5 pedone del nero · b3 pedone del bianco · g3 pedone del bianco · h3 pedone del bianco · a2 pedone del bianco · b2 alfiere del bianco · c2 torre del bianco · f2 pedone del bianco · h2 re del bianco · f1 torre del nero | g8 re del nero · a7 donna del nero · f7 alfiere del nero · g7 alfiere del nero · h7 pedone del nero · a6 pedone del nero · e6 cavallo del nero · f6 donna del bianco · g6 pedone del nero · b5 pedone del nero · e5 cavallo del bianco · f5 pedone del nero · b3 pedone del bianco · g3 pedone del bianco · h3 pedone del bianco · a2 pedone del bianco · b2 alfiere del bianco · c2 torre del bianco · f2 pedone del bianco · h2 re del bianco · f1 torre del nero | g8 re del nero · a7 donna del nero · f7 alfiere del nero · g7 alfiere del nero · h7 pedone del nero · a6 pedone del nero · e6 cavallo del nero · f6 donna del bianco · g6 pedone del nero · b5 pedone del nero · e5 cavallo del bianco · f5 pedone del nero · b3 pedone del bianco · g3 pedone del bianco · h3 pedone del bianco · a2 pedone del bianco · b2 alfiere del bianco · c2 torre del bianco · f2 pedone del bianco · h2 re del bianco · f1 torre del nero | 3 |
| 2 | g8 re del nero · a7 donna del nero · f7 alfiere del nero · g7 alfiere del nero · h7 pedone del nero · a6 pedone del nero · e6 cavallo del nero · f6 donna del bianco · g6 pedone del nero · b5 pedone del nero · e5 cavallo del bianco · f5 pedone del nero · b3 pedone del bianco · g3 pedone del bianco · h3 pedone del bianco · a2 pedone del bianco · b2 alfiere del bianco · c2 torre del bianco · f2 pedone del bianco · h2 re del bianco · f1 torre del nero | g8 re del nero · a7 donna del nero · f7 alfiere del nero · g7 alfiere del nero · h7 pedone del nero · a6 pedone del nero · e6 cavallo del nero · f6 donna del bianco · g6 pedone del nero · b5 pedone del nero · e5 cavallo del bianco · f5 pedone del nero · b3 pedone del bianco · g3 pedone del bianco · h3 pedone del bianco · a2 pedone del bianco · b2 alfiere del bianco · c2 torre del bianco · f2 pedone del bianco · h2 re del bianco · f1 torre del nero | g8 re del nero · a7 donna del nero · f7 alfiere del nero · g7 alfiere del nero · h7 pedone del nero · a6 pedone del nero · e6 cavallo del nero · f6 donna del bianco · g6 pedone del nero · b5 pedone del nero · e5 cavallo del bianco · f5 pedone del nero · b3 pedone del bianco · g3 pedone del bianco · h3 pedone del bianco · a2 pedone del bianco · b2 alfiere del bianco · c2 torre del bianco · f2 pedone del bianco · h2 re del bianco · f1 torre del nero | g8 re del nero · a7 donna del nero · f7 alfiere del nero · g7 alfiere del nero · h7 pedone del nero · a6 pedone del nero · e6 cavallo del nero · f6 donna del bianco · g6 pedone del nero · b5 pedone del nero · e5 cavallo del bianco · f5 pedone del nero · b3 pedone del bianco · g3 pedone del bianco · h3 pedone del bianco · a2 pedone del bianco · b2 alfiere del bianco · c2 torre del bianco · f2 pedone del bianco · h2 re del bianco · f1 torre del nero | g8 re del nero · a7 donna del nero · f7 alfiere del nero · g7 alfiere del nero · h7 pedone del nero · a6 pedone del nero · e6 cavallo del nero · f6 donna del bianco · g6 pedone del nero · b5 pedone del nero · e5 cavallo del bianco · f5 pedone del nero · b3 pedone del bianco · g3 pedone del bianco · h3 pedone del bianco · a2 pedone del bianco · b2 alfiere del bianco · c2 torre del bianco · f2 pedone del bianco · h2 re del bianco · f1 torre del nero | g8 re del nero · a7 donna del nero · f7 alfiere del nero · g7 alfiere del nero · h7 pedone del nero · a6 pedone del nero · e6 cavallo del nero · f6 donna del bianco · g6 pedone del nero · b5 pedone del nero · e5 cavallo del bianco · f5 pedone del nero · b3 pedone del bianco · g3 pedone del bianco · h3 pedone del bianco · a2 pedone del bianco · b2 alfiere del bianco · c2 torre del bianco · f2 pedone del bianco · h2 re del bianco · f1 torre del nero | g8 re del nero · a7 donna del nero · f7 alfiere del nero · g7 alfiere del nero · h7 pedone del nero · a6 pedone del nero · e6 cavallo del nero · f6 donna del bianco · g6 pedone del nero · b5 pedone del nero · e5 cavallo del bianco · f5 pedone del nero · b3 pedone del bianco · g3 pedone del bianco · h3 pedone del bianco · a2 pedone del bianco · b2 alfiere del bianco · c2 torre del bianco · f2 pedone del bianco · h2 re del bianco · f1 torre del nero | g8 re del nero · a7 donna del nero · f7 alfiere del nero · g7 alfiere del nero · h7 pedone del nero · a6 pedone del nero · e6 cavallo del nero · f6 donna del bianco · g6 pedone del nero · b5 pedone del nero · e5 cavallo del bianco · f5 pedone del nero · b3 pedone del bianco · g3 pedone del bianco · h3 pedone del bianco · a2 pedone del bianco · b2 alfiere del bianco · c2 torre del bianco · f2 pedone del bianco · h2 re del bianco · f1 torre del nero | 2 |
| 1 | g8 re del nero · a7 donna del nero · f7 alfiere del nero · g7 alfiere del nero · h7 pedone del nero · a6 pedone del nero · e6 cavallo del nero · f6 donna del bianco · g6 pedone del nero · b5 pedone del nero · e5 cavallo del bianco · f5 pedone del nero · b3 pedone del bianco · g3 pedone del bianco · h3 pedone del bianco · a2 pedone del bianco · b2 alfiere del bianco · c2 torre del bianco · f2 pedone del bianco · h2 re del bianco · f1 torre del nero | g8 re del nero · a7 donna del nero · f7 alfiere del nero · g7 alfiere del nero · h7 pedone del nero · a6 pedone del nero · e6 cavallo del nero · f6 donna del bianco · g6 pedone del nero · b5 pedone del nero · e5 cavallo del bianco · f5 pedone del nero · b3 pedone del bianco · g3 pedone del bianco · h3 pedone del bianco · a2 pedone del bianco · b2 alfiere del bianco · c2 torre del bianco · f2 pedone del bianco · h2 re del bianco · f1 torre del nero | g8 re del nero · a7 donna del nero · f7 alfiere del nero · g7 alfiere del nero · h7 pedone del nero · a6 pedone del nero · e6 cavallo del nero · f6 donna del bianco · g6 pedone del nero · b5 pedone del nero · e5 cavallo del bianco · f5 pedone del nero · b3 pedone del bianco · g3 pedone del bianco · h3 pedone del bianco · a2 pedone del bianco · b2 alfiere del bianco · c2 torre del bianco · f2 pedone del bianco · h2 re del bianco · f1 torre del nero | g8 re del nero · a7 donna del nero · f7 alfiere del nero · g7 alfiere del nero · h7 pedone del nero · a6 pedone del nero · e6 cavallo del nero · f6 donna del bianco · g6 pedone del nero · b5 pedone del nero · e5 cavallo del bianco · f5 pedone del nero · b3 pedone del bianco · g3 pedone del bianco · h3 pedone del bianco · a2 pedone del bianco · b2 alfiere del bianco · c2 torre del bianco · f2 pedone del bianco · h2 re del bianco · f1 torre del nero | g8 re del nero · a7 donna del nero · f7 alfiere del nero · g7 alfiere del nero · h7 pedone del nero · a6 pedone del nero · e6 cavallo del nero · f6 donna del bianco · g6 pedone del nero · b5 pedone del nero · e5 cavallo del bianco · f5 pedone del nero · b3 pedone del bianco · g3 pedone del bianco · h3 pedone del bianco · a2 pedone del bianco · b2 alfiere del bianco · c2 torre del bianco · f2 pedone del bianco · h2 re del bianco · f1 torre del nero | g8 re del nero · a7 donna del nero · f7 alfiere del nero · g7 alfiere del nero · h7 pedone del nero · a6 pedone del nero · e6 cavallo del nero · f6 donna del bianco · g6 pedone del nero · b5 pedone del nero · e5 cavallo del bianco · f5 pedone del nero · b3 pedone del bianco · g3 pedone del bianco · h3 pedone del bianco · a2 pedone del bianco · b2 alfiere del bianco · c2 torre del bianco · f2 pedone del bianco · h2 re del bianco · f1 torre del nero | g8 re del nero · a7 donna del nero · f7 alfiere del nero · g7 alfiere del nero · h7 pedone del nero · a6 pedone del nero · e6 cavallo del nero · f6 donna del bianco · g6 pedone del nero · b5 pedone del nero · e5 cavallo del bianco · f5 pedone del nero · b3 pedone del bianco · g3 pedone del bianco · h3 pedone del bianco · a2 pedone del bianco · b2 alfiere del bianco · c2 torre del bianco · f2 pedone del bianco · h2 re del bianco · f1 torre del nero | g8 re del nero · a7 donna del nero · f7 alfiere del nero · g7 alfiere del nero · h7 pedone del nero · a6 pedone del nero · e6 cavallo del nero · f6 donna del bianco · g6 pedone del nero · b5 pedone del nero · e5 cavallo del bianco · f5 pedone del nero · b3 pedone del bianco · g3 pedone del bianco · h3 pedone del bianco · a2 pedone del bianco · b2 alfiere del bianco · c2 torre del bianco · f2 pedone del bianco · h2 re del bianco · f1 torre del nero | 1 |
|   | a | b | c | d | e | f | g | h |   |

1. Tc8+ Af8 (se Cf8, segue 2. D×g7+ R×g7 3. Cg4+ Rg8 4. Ch6# e il Bianco dà il matto della libellula lo stesso)
2. Dh8+ (sacrificio di Donna tematico) Rxh8
3. C×f7+ (scacco doppio) Rg8
4. Ch6#
|   | a | b | c | d | e | f | g | h |   |
| 8 | c8 torre del bianco · f8 alfiere del nero · g8 re del nero · a7 donna del nero · h7 pedone del nero · a6 pedone del nero · e6 cavallo del nero · g6 pedone del nero · h6 cavallo del bianco · b5 pedone del nero · f5 pedone del nero · b3 pedone del bianco · g3 pedone del bianco · h3 pedone del bianco · a2 pedone del bianco · b2 alfiere del bianco · f2 pedone del bianco · h2 re del bianco · f1 torre del nero | c8 torre del bianco · f8 alfiere del nero · g8 re del nero · a7 donna del nero · h7 pedone del nero · a6 pedone del nero · e6 cavallo del nero · g6 pedone del nero · h6 cavallo del bianco · b5 pedone del nero · f5 pedone del nero · b3 pedone del bianco · g3 pedone del bianco · h3 pedone del bianco · a2 pedone del bianco · b2 alfiere del bianco · f2 pedone del bianco · h2 re del bianco · f1 torre del nero | c8 torre del bianco · f8 alfiere del nero · g8 re del nero · a7 donna del nero · h7 pedone del nero · a6 pedone del nero · e6 cavallo del nero · g6 pedone del nero · h6 cavallo del bianco · b5 pedone del nero · f5 pedone del nero · b3 pedone del bianco · g3 pedone del bianco · h3 pedone del bianco · a2 pedone del bianco · b2 alfiere del bianco · f2 pedone del bianco · h2 re del bianco · f1 torre del nero | c8 torre del bianco · f8 alfiere del nero · g8 re del nero · a7 donna del nero · h7 pedone del nero · a6 pedone del nero · e6 cavallo del nero · g6 pedone del nero · h6 cavallo del bianco · b5 pedone del nero · f5 pedone del nero · b3 pedone del bianco · g3 pedone del bianco · h3 pedone del bianco · a2 pedone del bianco · b2 alfiere del bianco · f2 pedone del bianco · h2 re del bianco · f1 torre del nero | c8 torre del bianco · f8 alfiere del nero · g8 re del nero · a7 donna del nero · h7 pedone del nero · a6 pedone del nero · e6 cavallo del nero · g6 pedone del nero · h6 cavallo del bianco · b5 pedone del nero · f5 pedone del nero · b3 pedone del bianco · g3 pedone del bianco · h3 pedone del bianco · a2 pedone del bianco · b2 alfiere del bianco · f2 pedone del bianco · h2 re del bianco · f1 torre del nero | c8 torre del bianco · f8 alfiere del nero · g8 re del nero · a7 donna del nero · h7 pedone del nero · a6 pedone del nero · e6 cavallo del nero · g6 pedone del nero · h6 cavallo del bianco · b5 pedone del nero · f5 pedone del nero · b3 pedone del bianco · g3 pedone del bianco · h3 pedone del bianco · a2 pedone del bianco · b2 alfiere del bianco · f2 pedone del bianco · h2 re del bianco · f1 torre del nero | c8 torre del bianco · f8 alfiere del nero · g8 re del nero · a7 donna del nero · h7 pedone del nero · a6 pedone del nero · e6 cavallo del nero · g6 pedone del nero · h6 cavallo del bianco · b5 pedone del nero · f5 pedone del nero · b3 pedone del bianco · g3 pedone del bianco · h3 pedone del bianco · a2 pedone del bianco · b2 alfiere del bianco · f2 pedone del bianco · h2 re del bianco · f1 torre del nero | c8 torre del bianco · f8 alfiere del nero · g8 re del nero · a7 donna del nero · h7 pedone del nero · a6 pedone del nero · e6 cavallo del nero · g6 pedone del nero · h6 cavallo del bianco · b5 pedone del nero · f5 pedone del nero · b3 pedone del bianco · g3 pedone del bianco · h3 pedone del bianco · a2 pedone del bianco · b2 alfiere del bianco · f2 pedone del bianco · h2 re del bianco · f1 torre del nero | 8 |
| 7 | c8 torre del bianco · f8 alfiere del nero · g8 re del nero · a7 donna del nero · h7 pedone del nero · a6 pedone del nero · e6 cavallo del nero · g6 pedone del nero · h6 cavallo del bianco · b5 pedone del nero · f5 pedone del nero · b3 pedone del bianco · g3 pedone del bianco · h3 pedone del bianco · a2 pedone del bianco · b2 alfiere del bianco · f2 pedone del bianco · h2 re del bianco · f1 torre del nero | c8 torre del bianco · f8 alfiere del nero · g8 re del nero · a7 donna del nero · h7 pedone del nero · a6 pedone del nero · e6 cavallo del nero · g6 pedone del nero · h6 cavallo del bianco · b5 pedone del nero · f5 pedone del nero · b3 pedone del bianco · g3 pedone del bianco · h3 pedone del bianco · a2 pedone del bianco · b2 alfiere del bianco · f2 pedone del bianco · h2 re del bianco · f1 torre del nero | c8 torre del bianco · f8 alfiere del nero · g8 re del nero · a7 donna del nero · h7 pedone del nero · a6 pedone del nero · e6 cavallo del nero · g6 pedone del nero · h6 cavallo del bianco · b5 pedone del nero · f5 pedone del nero · b3 pedone del bianco · g3 pedone del bianco · h3 pedone del bianco · a2 pedone del bianco · b2 alfiere del bianco · f2 pedone del bianco · h2 re del bianco · f1 torre del nero | c8 torre del bianco · f8 alfiere del nero · g8 re del nero · a7 donna del nero · h7 pedone del nero · a6 pedone del nero · e6 cavallo del nero · g6 pedone del nero · h6 cavallo del bianco · b5 pedone del nero · f5 pedone del nero · b3 pedone del bianco · g3 pedone del bianco · h3 pedone del bianco · a2 pedone del bianco · b2 alfiere del bianco · f2 pedone del bianco · h2 re del bianco · f1 torre del nero | c8 torre del bianco · f8 alfiere del nero · g8 re del nero · a7 donna del nero · h7 pedone del nero · a6 pedone del nero · e6 cavallo del nero · g6 pedone del nero · h6 cavallo del bianco · b5 pedone del nero · f5 pedone del nero · b3 pedone del bianco · g3 pedone del bianco · h3 pedone del bianco · a2 pedone del bianco · b2 alfiere del bianco · f2 pedone del bianco · h2 re del bianco · f1 torre del nero | c8 torre del bianco · f8 alfiere del nero · g8 re del nero · a7 donna del nero · h7 pedone del nero · a6 pedone del nero · e6 cavallo del nero · g6 pedone del nero · h6 cavallo del bianco · b5 pedone del nero · f5 pedone del nero · b3 pedone del bianco · g3 pedone del bianco · h3 pedone del bianco · a2 pedone del bianco · b2 alfiere del bianco · f2 pedone del bianco · h2 re del bianco · f1 torre del nero | c8 torre del bianco · f8 alfiere del nero · g8 re del nero · a7 donna del nero · h7 pedone del nero · a6 pedone del nero · e6 cavallo del nero · g6 pedone del nero · h6 cavallo del bianco · b5 pedone del nero · f5 pedone del nero · b3 pedone del bianco · g3 pedone del bianco · h3 pedone del bianco · a2 pedone del bianco · b2 alfiere del bianco · f2 pedone del bianco · h2 re del bianco · f1 torre del nero | c8 torre del bianco · f8 alfiere del nero · g8 re del nero · a7 donna del nero · h7 pedone del nero · a6 pedone del nero · e6 cavallo del nero · g6 pedone del nero · h6 cavallo del bianco · b5 pedone del nero · f5 pedone del nero · b3 pedone del bianco · g3 pedone del bianco · h3 pedone del bianco · a2 pedone del bianco · b2 alfiere del bianco · f2 pedone del bianco · h2 re del bianco · f1 torre del nero | 7 |
| 6 | c8 torre del bianco · f8 alfiere del nero · g8 re del nero · a7 donna del nero · h7 pedone del nero · a6 pedone del nero · e6 cavallo del nero · g6 pedone del nero · h6 cavallo del bianco · b5 pedone del nero · f5 pedone del nero · b3 pedone del bianco · g3 pedone del bianco · h3 pedone del bianco · a2 pedone del bianco · b2 alfiere del bianco · f2 pedone del bianco · h2 re del bianco · f1 torre del nero | c8 torre del bianco · f8 alfiere del nero · g8 re del nero · a7 donna del nero · h7 pedone del nero · a6 pedone del nero · e6 cavallo del nero · g6 pedone del nero · h6 cavallo del bianco · b5 pedone del nero · f5 pedone del nero · b3 pedone del bianco · g3 pedone del bianco · h3 pedone del bianco · a2 pedone del bianco · b2 alfiere del bianco · f2 pedone del bianco · h2 re del bianco · f1 torre del nero | c8 torre del bianco · f8 alfiere del nero · g8 re del nero · a7 donna del nero · h7 pedone del nero · a6 pedone del nero · e6 cavallo del nero · g6 pedone del nero · h6 cavallo del bianco · b5 pedone del nero · f5 pedone del nero · b3 pedone del bianco · g3 pedone del bianco · h3 pedone del bianco · a2 pedone del bianco · b2 alfiere del bianco · f2 pedone del bianco · h2 re del bianco · f1 torre del nero | c8 torre del bianco · f8 alfiere del nero · g8 re del nero · a7 donna del nero · h7 pedone del nero · a6 pedone del nero · e6 cavallo del nero · g6 pedone del nero · h6 cavallo del bianco · b5 pedone del nero · f5 pedone del nero · b3 pedone del bianco · g3 pedone del bianco · h3 pedone del bianco · a2 pedone del bianco · b2 alfiere del bianco · f2 pedone del bianco · h2 re del bianco · f1 torre del nero | c8 torre del bianco · f8 alfiere del nero · g8 re del nero · a7 donna del nero · h7 pedone del nero · a6 pedone del nero · e6 cavallo del nero · g6 pedone del nero · h6 cavallo del bianco · b5 pedone del nero · f5 pedone del nero · b3 pedone del bianco · g3 pedone del bianco · h3 pedone del bianco · a2 pedone del bianco · b2 alfiere del bianco · f2 pedone del bianco · h2 re del bianco · f1 torre del nero | c8 torre del bianco · f8 alfiere del nero · g8 re del nero · a7 donna del nero · h7 pedone del nero · a6 pedone del nero · e6 cavallo del nero · g6 pedone del nero · h6 cavallo del bianco · b5 pedone del nero · f5 pedone del nero · b3 pedone del bianco · g3 pedone del bianco · h3 pedone del bianco · a2 pedone del bianco · b2 alfiere del bianco · f2 pedone del bianco · h2 re del bianco · f1 torre del nero | c8 torre del bianco · f8 alfiere del nero · g8 re del nero · a7 donna del nero · h7 pedone del nero · a6 pedone del nero · e6 cavallo del nero · g6 pedone del nero · h6 cavallo del bianco · b5 pedone del nero · f5 pedone del nero · b3 pedone del bianco · g3 pedone del bianco · h3 pedone del bianco · a2 pedone del bianco · b2 alfiere del bianco · f2 pedone del bianco · h2 re del bianco · f1 torre del nero | c8 torre del bianco · f8 alfiere del nero · g8 re del nero · a7 donna del nero · h7 pedone del nero · a6 pedone del nero · e6 cavallo del nero · g6 pedone del nero · h6 cavallo del bianco · b5 pedone del nero · f5 pedone del nero · b3 pedone del bianco · g3 pedone del bianco · h3 pedone del bianco · a2 pedone del bianco · b2 alfiere del bianco · f2 pedone del bianco · h2 re del bianco · f1 torre del nero | 6 |
| 5 | c8 torre del bianco · f8 alfiere del nero · g8 re del nero · a7 donna del nero · h7 pedone del nero · a6 pedone del nero · e6 cavallo del nero · g6 pedone del nero · h6 cavallo del bianco · b5 pedone del nero · f5 pedone del nero · b3 pedone del bianco · g3 pedone del bianco · h3 pedone del bianco · a2 pedone del bianco · b2 alfiere del bianco · f2 pedone del bianco · h2 re del bianco · f1 torre del nero | c8 torre del bianco · f8 alfiere del nero · g8 re del nero · a7 donna del nero · h7 pedone del nero · a6 pedone del nero · e6 cavallo del nero · g6 pedone del nero · h6 cavallo del bianco · b5 pedone del nero · f5 pedone del nero · b3 pedone del bianco · g3 pedone del bianco · h3 pedone del bianco · a2 pedone del bianco · b2 alfiere del bianco · f2 pedone del bianco · h2 re del bianco · f1 torre del nero | c8 torre del bianco · f8 alfiere del nero · g8 re del nero · a7 donna del nero · h7 pedone del nero · a6 pedone del nero · e6 cavallo del nero · g6 pedone del nero · h6 cavallo del bianco · b5 pedone del nero · f5 pedone del nero · b3 pedone del bianco · g3 pedone del bianco · h3 pedone del bianco · a2 pedone del bianco · b2 alfiere del bianco · f2 pedone del bianco · h2 re del bianco · f1 torre del nero | c8 torre del bianco · f8 alfiere del nero · g8 re del nero · a7 donna del nero · h7 pedone del nero · a6 pedone del nero · e6 cavallo del nero · g6 pedone del nero · h6 cavallo del bianco · b5 pedone del nero · f5 pedone del nero · b3 pedone del bianco · g3 pedone del bianco · h3 pedone del bianco · a2 pedone del bianco · b2 alfiere del bianco · f2 pedone del bianco · h2 re del bianco · f1 torre del nero | c8 torre del bianco · f8 alfiere del nero · g8 re del nero · a7 donna del nero · h7 pedone del nero · a6 pedone del nero · e6 cavallo del nero · g6 pedone del nero · h6 cavallo del bianco · b5 pedone del nero · f5 pedone del nero · b3 pedone del bianco · g3 pedone del bianco · h3 pedone del bianco · a2 pedone del bianco · b2 alfiere del bianco · f2 pedone del bianco · h2 re del bianco · f1 torre del nero | c8 torre del bianco · f8 alfiere del nero · g8 re del nero · a7 donna del nero · h7 pedone del nero · a6 pedone del nero · e6 cavallo del nero · g6 pedone del nero · h6 cavallo del bianco · b5 pedone del nero · f5 pedone del nero · b3 pedone del bianco · g3 pedone del bianco · h3 pedone del bianco · a2 pedone del bianco · b2 alfiere del bianco · f2 pedone del bianco · h2 re del bianco · f1 torre del nero | c8 torre del bianco · f8 alfiere del nero · g8 re del nero · a7 donna del nero · h7 pedone del nero · a6 pedone del nero · e6 cavallo del nero · g6 pedone del nero · h6 cavallo del bianco · b5 pedone del nero · f5 pedone del nero · b3 pedone del bianco · g3 pedone del bianco · h3 pedone del bianco · a2 pedone del bianco · b2 alfiere del bianco · f2 pedone del bianco · h2 re del bianco · f1 torre del nero | c8 torre del bianco · f8 alfiere del nero · g8 re del nero · a7 donna del nero · h7 pedone del nero · a6 pedone del nero · e6 cavallo del nero · g6 pedone del nero · h6 cavallo del bianco · b5 pedone del nero · f5 pedone del nero · b3 pedone del bianco · g3 pedone del bianco · h3 pedone del bianco · a2 pedone del bianco · b2 alfiere del bianco · f2 pedone del bianco · h2 re del bianco · f1 torre del nero | 5 |
| 4 | c8 torre del bianco · f8 alfiere del nero · g8 re del nero · a7 donna del nero · h7 pedone del nero · a6 pedone del nero · e6 cavallo del nero · g6 pedone del nero · h6 cavallo del bianco · b5 pedone del nero · f5 pedone del nero · b3 pedone del bianco · g3 pedone del bianco · h3 pedone del bianco · a2 pedone del bianco · b2 alfiere del bianco · f2 pedone del bianco · h2 re del bianco · f1 torre del nero | c8 torre del bianco · f8 alfiere del nero · g8 re del nero · a7 donna del nero · h7 pedone del nero · a6 pedone del nero · e6 cavallo del nero · g6 pedone del nero · h6 cavallo del bianco · b5 pedone del nero · f5 pedone del nero · b3 pedone del bianco · g3 pedone del bianco · h3 pedone del bianco · a2 pedone del bianco · b2 alfiere del bianco · f2 pedone del bianco · h2 re del bianco · f1 torre del nero | c8 torre del bianco · f8 alfiere del nero · g8 re del nero · a7 donna del nero · h7 pedone del nero · a6 pedone del nero · e6 cavallo del nero · g6 pedone del nero · h6 cavallo del bianco · b5 pedone del nero · f5 pedone del nero · b3 pedone del bianco · g3 pedone del bianco · h3 pedone del bianco · a2 pedone del bianco · b2 alfiere del bianco · f2 pedone del bianco · h2 re del bianco · f1 torre del nero | c8 torre del bianco · f8 alfiere del nero · g8 re del nero · a7 donna del nero · h7 pedone del nero · a6 pedone del nero · e6 cavallo del nero · g6 pedone del nero · h6 cavallo del bianco · b5 pedone del nero · f5 pedone del nero · b3 pedone del bianco · g3 pedone del bianco · h3 pedone del bianco · a2 pedone del bianco · b2 alfiere del bianco · f2 pedone del bianco · h2 re del bianco · f1 torre del nero | c8 torre del bianco · f8 alfiere del nero · g8 re del nero · a7 donna del nero · h7 pedone del nero · a6 pedone del nero · e6 cavallo del nero · g6 pedone del nero · h6 cavallo del bianco · b5 pedone del nero · f5 pedone del nero · b3 pedone del bianco · g3 pedone del bianco · h3 pedone del bianco · a2 pedone del bianco · b2 alfiere del bianco · f2 pedone del bianco · h2 re del bianco · f1 torre del nero | c8 torre del bianco · f8 alfiere del nero · g8 re del nero · a7 donna del nero · h7 pedone del nero · a6 pedone del nero · e6 cavallo del nero · g6 pedone del nero · h6 cavallo del bianco · b5 pedone del nero · f5 pedone del nero · b3 pedone del bianco · g3 pedone del bianco · h3 pedone del bianco · a2 pedone del bianco · b2 alfiere del bianco · f2 pedone del bianco · h2 re del bianco · f1 torre del nero | c8 torre del bianco · f8 alfiere del nero · g8 re del nero · a7 donna del nero · h7 pedone del nero · a6 pedone del nero · e6 cavallo del nero · g6 pedone del nero · h6 cavallo del bianco · b5 pedone del nero · f5 pedone del nero · b3 pedone del bianco · g3 pedone del bianco · h3 pedone del bianco · a2 pedone del bianco · b2 alfiere del bianco · f2 pedone del bianco · h2 re del bianco · f1 torre del nero | c8 torre del bianco · f8 alfiere del nero · g8 re del nero · a7 donna del nero · h7 pedone del nero · a6 pedone del nero · e6 cavallo del nero · g6 pedone del nero · h6 cavallo del bianco · b5 pedone del nero · f5 pedone del nero · b3 pedone del bianco · g3 pedone del bianco · h3 pedone del bianco · a2 pedone del bianco · b2 alfiere del bianco · f2 pedone del bianco · h2 re del bianco · f1 torre del nero | 4 |
| 3 | c8 torre del bianco · f8 alfiere del nero · g8 re del nero · a7 donna del nero · h7 pedone del nero · a6 pedone del nero · e6 cavallo del nero · g6 pedone del nero · h6 cavallo del bianco · b5 pedone del nero · f5 pedone del nero · b3 pedone del bianco · g3 pedone del bianco · h3 pedone del bianco · a2 pedone del bianco · b2 alfiere del bianco · f2 pedone del bianco · h2 re del bianco · f1 torre del nero | c8 torre del bianco · f8 alfiere del nero · g8 re del nero · a7 donna del nero · h7 pedone del nero · a6 pedone del nero · e6 cavallo del nero · g6 pedone del nero · h6 cavallo del bianco · b5 pedone del nero · f5 pedone del nero · b3 pedone del bianco · g3 pedone del bianco · h3 pedone del bianco · a2 pedone del bianco · b2 alfiere del bianco · f2 pedone del bianco · h2 re del bianco · f1 torre del nero | c8 torre del bianco · f8 alfiere del nero · g8 re del nero · a7 donna del nero · h7 pedone del nero · a6 pedone del nero · e6 cavallo del nero · g6 pedone del nero · h6 cavallo del bianco · b5 pedone del nero · f5 pedone del nero · b3 pedone del bianco · g3 pedone del bianco · h3 pedone del bianco · a2 pedone del bianco · b2 alfiere del bianco · f2 pedone del bianco · h2 re del bianco · f1 torre del nero | c8 torre del bianco · f8 alfiere del nero · g8 re del nero · a7 donna del nero · h7 pedone del nero · a6 pedone del nero · e6 cavallo del nero · g6 pedone del nero · h6 cavallo del bianco · b5 pedone del nero · f5 pedone del nero · b3 pedone del bianco · g3 pedone del bianco · h3 pedone del bianco · a2 pedone del bianco · b2 alfiere del bianco · f2 pedone del bianco · h2 re del bianco · f1 torre del nero | c8 torre del bianco · f8 alfiere del nero · g8 re del nero · a7 donna del nero · h7 pedone del nero · a6 pedone del nero · e6 cavallo del nero · g6 pedone del nero · h6 cavallo del bianco · b5 pedone del nero · f5 pedone del nero · b3 pedone del bianco · g3 pedone del bianco · h3 pedone del bianco · a2 pedone del bianco · b2 alfiere del bianco · f2 pedone del bianco · h2 re del bianco · f1 torre del nero | c8 torre del bianco · f8 alfiere del nero · g8 re del nero · a7 donna del nero · h7 pedone del nero · a6 pedone del nero · e6 cavallo del nero · g6 pedone del nero · h6 cavallo del bianco · b5 pedone del nero · f5 pedone del nero · b3 pedone del bianco · g3 pedone del bianco · h3 pedone del bianco · a2 pedone del bianco · b2 alfiere del bianco · f2 pedone del bianco · h2 re del bianco · f1 torre del nero | c8 torre del bianco · f8 alfiere del nero · g8 re del nero · a7 donna del nero · h7 pedone del nero · a6 pedone del nero · e6 cavallo del nero · g6 pedone del nero · h6 cavallo del bianco · b5 pedone del nero · f5 pedone del nero · b3 pedone del bianco · g3 pedone del bianco · h3 pedone del bianco · a2 pedone del bianco · b2 alfiere del bianco · f2 pedone del bianco · h2 re del bianco · f1 torre del nero | c8 torre del bianco · f8 alfiere del nero · g8 re del nero · a7 donna del nero · h7 pedone del nero · a6 pedone del nero · e6 cavallo del nero · g6 pedone del nero · h6 cavallo del bianco · b5 pedone del nero · f5 pedone del nero · b3 pedone del bianco · g3 pedone del bianco · h3 pedone del bianco · a2 pedone del bianco · b2 alfiere del bianco · f2 pedone del bianco · h2 re del bianco · f1 torre del nero | 3 |
| 2 | c8 torre del bianco · f8 alfiere del nero · g8 re del nero · a7 donna del nero · h7 pedone del nero · a6 pedone del nero · e6 cavallo del nero · g6 pedone del nero · h6 cavallo del bianco · b5 pedone del nero · f5 pedone del nero · b3 pedone del bianco · g3 pedone del bianco · h3 pedone del bianco · a2 pedone del bianco · b2 alfiere del bianco · f2 pedone del bianco · h2 re del bianco · f1 torre del nero | c8 torre del bianco · f8 alfiere del nero · g8 re del nero · a7 donna del nero · h7 pedone del nero · a6 pedone del nero · e6 cavallo del nero · g6 pedone del nero · h6 cavallo del bianco · b5 pedone del nero · f5 pedone del nero · b3 pedone del bianco · g3 pedone del bianco · h3 pedone del bianco · a2 pedone del bianco · b2 alfiere del bianco · f2 pedone del bianco · h2 re del bianco · f1 torre del nero | c8 torre del bianco · f8 alfiere del nero · g8 re del nero · a7 donna del nero · h7 pedone del nero · a6 pedone del nero · e6 cavallo del nero · g6 pedone del nero · h6 cavallo del bianco · b5 pedone del nero · f5 pedone del nero · b3 pedone del bianco · g3 pedone del bianco · h3 pedone del bianco · a2 pedone del bianco · b2 alfiere del bianco · f2 pedone del bianco · h2 re del bianco · f1 torre del nero | c8 torre del bianco · f8 alfiere del nero · g8 re del nero · a7 donna del nero · h7 pedone del nero · a6 pedone del nero · e6 cavallo del nero · g6 pedone del nero · h6 cavallo del bianco · b5 pedone del nero · f5 pedone del nero · b3 pedone del bianco · g3 pedone del bianco · h3 pedone del bianco · a2 pedone del bianco · b2 alfiere del bianco · f2 pedone del bianco · h2 re del bianco · f1 torre del nero | c8 torre del bianco · f8 alfiere del nero · g8 re del nero · a7 donna del nero · h7 pedone del nero · a6 pedone del nero · e6 cavallo del nero · g6 pedone del nero · h6 cavallo del bianco · b5 pedone del nero · f5 pedone del nero · b3 pedone del bianco · g3 pedone del bianco · h3 pedone del bianco · a2 pedone del bianco · b2 alfiere del bianco · f2 pedone del bianco · h2 re del bianco · f1 torre del nero | c8 torre del bianco · f8 alfiere del nero · g8 re del nero · a7 donna del nero · h7 pedone del nero · a6 pedone del nero · e6 cavallo del nero · g6 pedone del nero · h6 cavallo del bianco · b5 pedone del nero · f5 pedone del nero · b3 pedone del bianco · g3 pedone del bianco · h3 pedone del bianco · a2 pedone del bianco · b2 alfiere del bianco · f2 pedone del bianco · h2 re del bianco · f1 torre del nero | c8 torre del bianco · f8 alfiere del nero · g8 re del nero · a7 donna del nero · h7 pedone del nero · a6 pedone del nero · e6 cavallo del nero · g6 pedone del nero · h6 cavallo del bianco · b5 pedone del nero · f5 pedone del nero · b3 pedone del bianco · g3 pedone del bianco · h3 pedone del bianco · a2 pedone del bianco · b2 alfiere del bianco · f2 pedone del bianco · h2 re del bianco · f1 torre del nero | c8 torre del bianco · f8 alfiere del nero · g8 re del nero · a7 donna del nero · h7 pedone del nero · a6 pedone del nero · e6 cavallo del nero · g6 pedone del nero · h6 cavallo del bianco · b5 pedone del nero · f5 pedone del nero · b3 pedone del bianco · g3 pedone del bianco · h3 pedone del bianco · a2 pedone del bianco · b2 alfiere del bianco · f2 pedone del bianco · h2 re del bianco · f1 torre del nero | 2 |
| 1 | c8 torre del bianco · f8 alfiere del nero · g8 re del nero · a7 donna del nero · h7 pedone del nero · a6 pedone del nero · e6 cavallo del nero · g6 pedone del nero · h6 cavallo del bianco · b5 pedone del nero · f5 pedone del nero · b3 pedone del bianco · g3 pedone del bianco · h3 pedone del bianco · a2 pedone del bianco · b2 alfiere del bianco · f2 pedone del bianco · h2 re del bianco · f1 torre del nero | c8 torre del bianco · f8 alfiere del nero · g8 re del nero · a7 donna del nero · h7 pedone del nero · a6 pedone del nero · e6 cavallo del nero · g6 pedone del nero · h6 cavallo del bianco · b5 pedone del nero · f5 pedone del nero · b3 pedone del bianco · g3 pedone del bianco · h3 pedone del bianco · a2 pedone del bianco · b2 alfiere del bianco · f2 pedone del bianco · h2 re del bianco · f1 torre del nero | c8 torre del bianco · f8 alfiere del nero · g8 re del nero · a7 donna del nero · h7 pedone del nero · a6 pedone del nero · e6 cavallo del nero · g6 pedone del nero · h6 cavallo del bianco · b5 pedone del nero · f5 pedone del nero · b3 pedone del bianco · g3 pedone del bianco · h3 pedone del bianco · a2 pedone del bianco · b2 alfiere del bianco · f2 pedone del bianco · h2 re del bianco · f1 torre del nero | c8 torre del bianco · f8 alfiere del nero · g8 re del nero · a7 donna del nero · h7 pedone del nero · a6 pedone del nero · e6 cavallo del nero · g6 pedone del nero · h6 cavallo del bianco · b5 pedone del nero · f5 pedone del nero · b3 pedone del bianco · g3 pedone del bianco · h3 pedone del bianco · a2 pedone del bianco · b2 alfiere del bianco · f2 pedone del bianco · h2 re del bianco · f1 torre del nero | c8 torre del bianco · f8 alfiere del nero · g8 re del nero · a7 donna del nero · h7 pedone del nero · a6 pedone del nero · e6 cavallo del nero · g6 pedone del nero · h6 cavallo del bianco · b5 pedone del nero · f5 pedone del nero · b3 pedone del bianco · g3 pedone del bianco · h3 pedone del bianco · a2 pedone del bianco · b2 alfiere del bianco · f2 pedone del bianco · h2 re del bianco · f1 torre del nero | c8 torre del bianco · f8 alfiere del nero · g8 re del nero · a7 donna del nero · h7 pedone del nero · a6 pedone del nero · e6 cavallo del nero · g6 pedone del nero · h6 cavallo del bianco · b5 pedone del nero · f5 pedone del nero · b3 pedone del bianco · g3 pedone del bianco · h3 pedone del bianco · a2 pedone del bianco · b2 alfiere del bianco · f2 pedone del bianco · h2 re del bianco · f1 torre del nero | c8 torre del bianco · f8 alfiere del nero · g8 re del nero · a7 donna del nero · h7 pedone del nero · a6 pedone del nero · e6 cavallo del nero · g6 pedone del nero · h6 cavallo del bianco · b5 pedone del nero · f5 pedone del nero · b3 pedone del bianco · g3 pedone del bianco · h3 pedone del bianco · a2 pedone del bianco · b2 alfiere del bianco · f2 pedone del bianco · h2 re del bianco · f1 torre del nero | c8 torre del bianco · f8 alfiere del nero · g8 re del nero · a7 donna del nero · h7 pedone del nero · a6 pedone del nero · e6 cavallo del nero · g6 pedone del nero · h6 cavallo del bianco · b5 pedone del nero · f5 pedone del nero · b3 pedone del bianco · g3 pedone del bianco · h3 pedone del bianco · a2 pedone del bianco · b2 alfiere del bianco · f2 pedone del bianco · h2 re del bianco · f1 torre del nero | 1 |
|   | a | b | c | d | e | f | g | h |   |

## Esempio tratto da una partita
|   | a | b | c | d | e | f | g | h |   |
| 8 | a8 torre del nero · h8 re del nero · a7 pedone del nero · b7 alfiere del nero · d7 cavallo del nero · f7 alfiere del bianco · g7 pedone del nero · h7 pedone del nero · b6 pedone del nero · d6 donna del bianco · d5 cavallo del nero · f5 pedone del nero · a3 pedone del bianco · e3 alfiere del bianco · f3 donna del nero · g3 pedone del bianco · b2 pedone del bianco · f2 pedone del bianco · h2 pedone del bianco · a1 torre del bianco · f1 torre del bianco · g1 re del bianco | a8 torre del nero · h8 re del nero · a7 pedone del nero · b7 alfiere del nero · d7 cavallo del nero · f7 alfiere del bianco · g7 pedone del nero · h7 pedone del nero · b6 pedone del nero · d6 donna del bianco · d5 cavallo del nero · f5 pedone del nero · a3 pedone del bianco · e3 alfiere del bianco · f3 donna del nero · g3 pedone del bianco · b2 pedone del bianco · f2 pedone del bianco · h2 pedone del bianco · a1 torre del bianco · f1 torre del bianco · g1 re del bianco | a8 torre del nero · h8 re del nero · a7 pedone del nero · b7 alfiere del nero · d7 cavallo del nero · f7 alfiere del bianco · g7 pedone del nero · h7 pedone del nero · b6 pedone del nero · d6 donna del bianco · d5 cavallo del nero · f5 pedone del nero · a3 pedone del bianco · e3 alfiere del bianco · f3 donna del nero · g3 pedone del bianco · b2 pedone del bianco · f2 pedone del bianco · h2 pedone del bianco · a1 torre del bianco · f1 torre del bianco · g1 re del bianco | a8 torre del nero · h8 re del nero · a7 pedone del nero · b7 alfiere del nero · d7 cavallo del nero · f7 alfiere del bianco · g7 pedone del nero · h7 pedone del nero · b6 pedone del nero · d6 donna del bianco · d5 cavallo del nero · f5 pedone del nero · a3 pedone del bianco · e3 alfiere del bianco · f3 donna del nero · g3 pedone del bianco · b2 pedone del bianco · f2 pedone del bianco · h2 pedone del bianco · a1 torre del bianco · f1 torre del bianco · g1 re del bianco | a8 torre del nero · h8 re del nero · a7 pedone del nero · b7 alfiere del nero · d7 cavallo del nero · f7 alfiere del bianco · g7 pedone del nero · h7 pedone del nero · b6 pedone del nero · d6 donna del bianco · d5 cavallo del nero · f5 pedone del nero · a3 pedone del bianco · e3 alfiere del bianco · f3 donna del nero · g3 pedone del bianco · b2 pedone del bianco · f2 pedone del bianco · h2 pedone del bianco · a1 torre del bianco · f1 torre del bianco · g1 re del bianco | a8 torre del nero · h8 re del nero · a7 pedone del nero · b7 alfiere del nero · d7 cavallo del nero · f7 alfiere del bianco · g7 pedone del nero · h7 pedone del nero · b6 pedone del nero · d6 donna del bianco · d5 cavallo del nero · f5 pedone del nero · a3 pedone del bianco · e3 alfiere del bianco · f3 donna del nero · g3 pedone del bianco · b2 pedone del bianco · f2 pedone del bianco · h2 pedone del bianco · a1 torre del bianco · f1 torre del bianco · g1 re del bianco | a8 torre del nero · h8 re del nero · a7 pedone del nero · b7 alfiere del nero · d7 cavallo del nero · f7 alfiere del bianco · g7 pedone del nero · h7 pedone del nero · b6 pedone del nero · d6 donna del bianco · d5 cavallo del nero · f5 pedone del nero · a3 pedone del bianco · e3 alfiere del bianco · f3 donna del nero · g3 pedone del bianco · b2 pedone del bianco · f2 pedone del bianco · h2 pedone del bianco · a1 torre del bianco · f1 torre del bianco · g1 re del bianco | a8 torre del nero · h8 re del nero · a7 pedone del nero · b7 alfiere del nero · d7 cavallo del nero · f7 alfiere del bianco · g7 pedone del nero · h7 pedone del nero · b6 pedone del nero · d6 donna del bianco · d5 cavallo del nero · f5 pedone del nero · a3 pedone del bianco · e3 alfiere del bianco · f3 donna del nero · g3 pedone del bianco · b2 pedone del bianco · f2 pedone del bianco · h2 pedone del bianco · a1 torre del bianco · f1 torre del bianco · g1 re del bianco | 8 |
| 7 | a8 torre del nero · h8 re del nero · a7 pedone del nero · b7 alfiere del nero · d7 cavallo del nero · f7 alfiere del bianco · g7 pedone del nero · h7 pedone del nero · b6 pedone del nero · d6 donna del bianco · d5 cavallo del nero · f5 pedone del nero · a3 pedone del bianco · e3 alfiere del bianco · f3 donna del nero · g3 pedone del bianco · b2 pedone del bianco · f2 pedone del bianco · h2 pedone del bianco · a1 torre del bianco · f1 torre del bianco · g1 re del bianco | a8 torre del nero · h8 re del nero · a7 pedone del nero · b7 alfiere del nero · d7 cavallo del nero · f7 alfiere del bianco · g7 pedone del nero · h7 pedone del nero · b6 pedone del nero · d6 donna del bianco · d5 cavallo del nero · f5 pedone del nero · a3 pedone del bianco · e3 alfiere del bianco · f3 donna del nero · g3 pedone del bianco · b2 pedone del bianco · f2 pedone del bianco · h2 pedone del bianco · a1 torre del bianco · f1 torre del bianco · g1 re del bianco | a8 torre del nero · h8 re del nero · a7 pedone del nero · b7 alfiere del nero · d7 cavallo del nero · f7 alfiere del bianco · g7 pedone del nero · h7 pedone del nero · b6 pedone del nero · d6 donna del bianco · d5 cavallo del nero · f5 pedone del nero · a3 pedone del bianco · e3 alfiere del bianco · f3 donna del nero · g3 pedone del bianco · b2 pedone del bianco · f2 pedone del bianco · h2 pedone del bianco · a1 torre del bianco · f1 torre del bianco · g1 re del bianco | a8 torre del nero · h8 re del nero · a7 pedone del nero · b7 alfiere del nero · d7 cavallo del nero · f7 alfiere del bianco · g7 pedone del nero · h7 pedone del nero · b6 pedone del nero · d6 donna del bianco · d5 cavallo del nero · f5 pedone del nero · a3 pedone del bianco · e3 alfiere del bianco · f3 donna del nero · g3 pedone del bianco · b2 pedone del bianco · f2 pedone del bianco · h2 pedone del bianco · a1 torre del bianco · f1 torre del bianco · g1 re del bianco | a8 torre del nero · h8 re del nero · a7 pedone del nero · b7 alfiere del nero · d7 cavallo del nero · f7 alfiere del bianco · g7 pedone del nero · h7 pedone del nero · b6 pedone del nero · d6 donna del bianco · d5 cavallo del nero · f5 pedone del nero · a3 pedone del bianco · e3 alfiere del bianco · f3 donna del nero · g3 pedone del bianco · b2 pedone del bianco · f2 pedone del bianco · h2 pedone del bianco · a1 torre del bianco · f1 torre del bianco · g1 re del bianco | a8 torre del nero · h8 re del nero · a7 pedone del nero · b7 alfiere del nero · d7 cavallo del nero · f7 alfiere del bianco · g7 pedone del nero · h7 pedone del nero · b6 pedone del nero · d6 donna del bianco · d5 cavallo del nero · f5 pedone del nero · a3 pedone del bianco · e3 alfiere del bianco · f3 donna del nero · g3 pedone del bianco · b2 pedone del bianco · f2 pedone del bianco · h2 pedone del bianco · a1 torre del bianco · f1 torre del bianco · g1 re del bianco | a8 torre del nero · h8 re del nero · a7 pedone del nero · b7 alfiere del nero · d7 cavallo del nero · f7 alfiere del bianco · g7 pedone del nero · h7 pedone del nero · b6 pedone del nero · d6 donna del bianco · d5 cavallo del nero · f5 pedone del nero · a3 pedone del bianco · e3 alfiere del bianco · f3 donna del nero · g3 pedone del bianco · b2 pedone del bianco · f2 pedone del bianco · h2 pedone del bianco · a1 torre del bianco · f1 torre del bianco · g1 re del bianco | a8 torre del nero · h8 re del nero · a7 pedone del nero · b7 alfiere del nero · d7 cavallo del nero · f7 alfiere del bianco · g7 pedone del nero · h7 pedone del nero · b6 pedone del nero · d6 donna del bianco · d5 cavallo del nero · f5 pedone del nero · a3 pedone del bianco · e3 alfiere del bianco · f3 donna del nero · g3 pedone del bianco · b2 pedone del bianco · f2 pedone del bianco · h2 pedone del bianco · a1 torre del bianco · f1 torre del bianco · g1 re del bianco | 7 |
| 6 | a8 torre del nero · h8 re del nero · a7 pedone del nero · b7 alfiere del nero · d7 cavallo del nero · f7 alfiere del bianco · g7 pedone del nero · h7 pedone del nero · b6 pedone del nero · d6 donna del bianco · d5 cavallo del nero · f5 pedone del nero · a3 pedone del bianco · e3 alfiere del bianco · f3 donna del nero · g3 pedone del bianco · b2 pedone del bianco · f2 pedone del bianco · h2 pedone del bianco · a1 torre del bianco · f1 torre del bianco · g1 re del bianco | a8 torre del nero · h8 re del nero · a7 pedone del nero · b7 alfiere del nero · d7 cavallo del nero · f7 alfiere del bianco · g7 pedone del nero · h7 pedone del nero · b6 pedone del nero · d6 donna del bianco · d5 cavallo del nero · f5 pedone del nero · a3 pedone del bianco · e3 alfiere del bianco · f3 donna del nero · g3 pedone del bianco · b2 pedone del bianco · f2 pedone del bianco · h2 pedone del bianco · a1 torre del bianco · f1 torre del bianco · g1 re del bianco | a8 torre del nero · h8 re del nero · a7 pedone del nero · b7 alfiere del nero · d7 cavallo del nero · f7 alfiere del bianco · g7 pedone del nero · h7 pedone del nero · b6 pedone del nero · d6 donna del bianco · d5 cavallo del nero · f5 pedone del nero · a3 pedone del bianco · e3 alfiere del bianco · f3 donna del nero · g3 pedone del bianco · b2 pedone del bianco · f2 pedone del bianco · h2 pedone del bianco · a1 torre del bianco · f1 torre del bianco · g1 re del bianco | a8 torre del nero · h8 re del nero · a7 pedone del nero · b7 alfiere del nero · d7 cavallo del nero · f7 alfiere del bianco · g7 pedone del nero · h7 pedone del nero · b6 pedone del nero · d6 donna del bianco · d5 cavallo del nero · f5 pedone del nero · a3 pedone del bianco · e3 alfiere del bianco · f3 donna del nero · g3 pedone del bianco · b2 pedone del bianco · f2 pedone del bianco · h2 pedone del bianco · a1 torre del bianco · f1 torre del bianco · g1 re del bianco | a8 torre del nero · h8 re del nero · a7 pedone del nero · b7 alfiere del nero · d7 cavallo del nero · f7 alfiere del bianco · g7 pedone del nero · h7 pedone del nero · b6 pedone del nero · d6 donna del bianco · d5 cavallo del nero · f5 pedone del nero · a3 pedone del bianco · e3 alfiere del bianco · f3 donna del nero · g3 pedone del bianco · b2 pedone del bianco · f2 pedone del bianco · h2 pedone del bianco · a1 torre del bianco · f1 torre del bianco · g1 re del bianco | a8 torre del nero · h8 re del nero · a7 pedone del nero · b7 alfiere del nero · d7 cavallo del nero · f7 alfiere del bianco · g7 pedone del nero · h7 pedone del nero · b6 pedone del nero · d6 donna del bianco · d5 cavallo del nero · f5 pedone del nero · a3 pedone del bianco · e3 alfiere del bianco · f3 donna del nero · g3 pedone del bianco · b2 pedone del bianco · f2 pedone del bianco · h2 pedone del bianco · a1 torre del bianco · f1 torre del bianco · g1 re del bianco | a8 torre del nero · h8 re del nero · a7 pedone del nero · b7 alfiere del nero · d7 cavallo del nero · f7 alfiere del bianco · g7 pedone del nero · h7 pedone del nero · b6 pedone del nero · d6 donna del bianco · d5 cavallo del nero · f5 pedone del nero · a3 pedone del bianco · e3 alfiere del bianco · f3 donna del nero · g3 pedone del bianco · b2 pedone del bianco · f2 pedone del bianco · h2 pedone del bianco · a1 torre del bianco · f1 torre del bianco · g1 re del bianco | a8 torre del nero · h8 re del nero · a7 pedone del nero · b7 alfiere del nero · d7 cavallo del nero · f7 alfiere del bianco · g7 pedone del nero · h7 pedone del nero · b6 pedone del nero · d6 donna del bianco · d5 cavallo del nero · f5 pedone del nero · a3 pedone del bianco · e3 alfiere del bianco · f3 donna del nero · g3 pedone del bianco · b2 pedone del bianco · f2 pedone del bianco · h2 pedone del bianco · a1 torre del bianco · f1 torre del bianco · g1 re del bianco | 6 |
| 5 | a8 torre del nero · h8 re del nero · a7 pedone del nero · b7 alfiere del nero · d7 cavallo del nero · f7 alfiere del bianco · g7 pedone del nero · h7 pedone del nero · b6 pedone del nero · d6 donna del bianco · d5 cavallo del nero · f5 pedone del nero · a3 pedone del bianco · e3 alfiere del bianco · f3 donna del nero · g3 pedone del bianco · b2 pedone del bianco · f2 pedone del bianco · h2 pedone del bianco · a1 torre del bianco · f1 torre del bianco · g1 re del bianco | a8 torre del nero · h8 re del nero · a7 pedone del nero · b7 alfiere del nero · d7 cavallo del nero · f7 alfiere del bianco · g7 pedone del nero · h7 pedone del nero · b6 pedone del nero · d6 donna del bianco · d5 cavallo del nero · f5 pedone del nero · a3 pedone del bianco · e3 alfiere del bianco · f3 donna del nero · g3 pedone del bianco · b2 pedone del bianco · f2 pedone del bianco · h2 pedone del bianco · a1 torre del bianco · f1 torre del bianco · g1 re del bianco | a8 torre del nero · h8 re del nero · a7 pedone del nero · b7 alfiere del nero · d7 cavallo del nero · f7 alfiere del bianco · g7 pedone del nero · h7 pedone del nero · b6 pedone del nero · d6 donna del bianco · d5 cavallo del nero · f5 pedone del nero · a3 pedone del bianco · e3 alfiere del bianco · f3 donna del nero · g3 pedone del bianco · b2 pedone del bianco · f2 pedone del bianco · h2 pedone del bianco · a1 torre del bianco · f1 torre del bianco · g1 re del bianco | a8 torre del nero · h8 re del nero · a7 pedone del nero · b7 alfiere del nero · d7 cavallo del nero · f7 alfiere del bianco · g7 pedone del nero · h7 pedone del nero · b6 pedone del nero · d6 donna del bianco · d5 cavallo del nero · f5 pedone del nero · a3 pedone del bianco · e3 alfiere del bianco · f3 donna del nero · g3 pedone del bianco · b2 pedone del bianco · f2 pedone del bianco · h2 pedone del bianco · a1 torre del bianco · f1 torre del bianco · g1 re del bianco | a8 torre del nero · h8 re del nero · a7 pedone del nero · b7 alfiere del nero · d7 cavallo del nero · f7 alfiere del bianco · g7 pedone del nero · h7 pedone del nero · b6 pedone del nero · d6 donna del bianco · d5 cavallo del nero · f5 pedone del nero · a3 pedone del bianco · e3 alfiere del bianco · f3 donna del nero · g3 pedone del bianco · b2 pedone del bianco · f2 pedone del bianco · h2 pedone del bianco · a1 torre del bianco · f1 torre del bianco · g1 re del bianco | a8 torre del nero · h8 re del nero · a7 pedone del nero · b7 alfiere del nero · d7 cavallo del nero · f7 alfiere del bianco · g7 pedone del nero · h7 pedone del nero · b6 pedone del nero · d6 donna del bianco · d5 cavallo del nero · f5 pedone del nero · a3 pedone del bianco · e3 alfiere del bianco · f3 donna del nero · g3 pedone del bianco · b2 pedone del bianco · f2 pedone del bianco · h2 pedone del bianco · a1 torre del bianco · f1 torre del bianco · g1 re del bianco | a8 torre del nero · h8 re del nero · a7 pedone del nero · b7 alfiere del nero · d7 cavallo del nero · f7 alfiere del bianco · g7 pedone del nero · h7 pedone del nero · b6 pedone del nero · d6 donna del bianco · d5 cavallo del nero · f5 pedone del nero · a3 pedone del bianco · e3 alfiere del bianco · f3 donna del nero · g3 pedone del bianco · b2 pedone del bianco · f2 pedone del bianco · h2 pedone del bianco · a1 torre del bianco · f1 torre del bianco · g1 re del bianco | a8 torre del nero · h8 re del nero · a7 pedone del nero · b7 alfiere del nero · d7 cavallo del nero · f7 alfiere del bianco · g7 pedone del nero · h7 pedone del nero · b6 pedone del nero · d6 donna del bianco · d5 cavallo del nero · f5 pedone del nero · a3 pedone del bianco · e3 alfiere del bianco · f3 donna del nero · g3 pedone del bianco · b2 pedone del bianco · f2 pedone del bianco · h2 pedone del bianco · a1 torre del bianco · f1 torre del bianco · g1 re del bianco | 5 |
| 4 | a8 torre del nero · h8 re del nero · a7 pedone del nero · b7 alfiere del nero · d7 cavallo del nero · f7 alfiere del bianco · g7 pedone del nero · h7 pedone del nero · b6 pedone del nero · d6 donna del bianco · d5 cavallo del nero · f5 pedone del nero · a3 pedone del bianco · e3 alfiere del bianco · f3 donna del nero · g3 pedone del bianco · b2 pedone del bianco · f2 pedone del bianco · h2 pedone del bianco · a1 torre del bianco · f1 torre del bianco · g1 re del bianco | a8 torre del nero · h8 re del nero · a7 pedone del nero · b7 alfiere del nero · d7 cavallo del nero · f7 alfiere del bianco · g7 pedone del nero · h7 pedone del nero · b6 pedone del nero · d6 donna del bianco · d5 cavallo del nero · f5 pedone del nero · a3 pedone del bianco · e3 alfiere del bianco · f3 donna del nero · g3 pedone del bianco · b2 pedone del bianco · f2 pedone del bianco · h2 pedone del bianco · a1 torre del bianco · f1 torre del bianco · g1 re del bianco | a8 torre del nero · h8 re del nero · a7 pedone del nero · b7 alfiere del nero · d7 cavallo del nero · f7 alfiere del bianco · g7 pedone del nero · h7 pedone del nero · b6 pedone del nero · d6 donna del bianco · d5 cavallo del nero · f5 pedone del nero · a3 pedone del bianco · e3 alfiere del bianco · f3 donna del nero · g3 pedone del bianco · b2 pedone del bianco · f2 pedone del bianco · h2 pedone del bianco · a1 torre del bianco · f1 torre del bianco · g1 re del bianco | a8 torre del nero · h8 re del nero · a7 pedone del nero · b7 alfiere del nero · d7 cavallo del nero · f7 alfiere del bianco · g7 pedone del nero · h7 pedone del nero · b6 pedone del nero · d6 donna del bianco · d5 cavallo del nero · f5 pedone del nero · a3 pedone del bianco · e3 alfiere del bianco · f3 donna del nero · g3 pedone del bianco · b2 pedone del bianco · f2 pedone del bianco · h2 pedone del bianco · a1 torre del bianco · f1 torre del bianco · g1 re del bianco | a8 torre del nero · h8 re del nero · a7 pedone del nero · b7 alfiere del nero · d7 cavallo del nero · f7 alfiere del bianco · g7 pedone del nero · h7 pedone del nero · b6 pedone del nero · d6 donna del bianco · d5 cavallo del nero · f5 pedone del nero · a3 pedone del bianco · e3 alfiere del bianco · f3 donna del nero · g3 pedone del bianco · b2 pedone del bianco · f2 pedone del bianco · h2 pedone del bianco · a1 torre del bianco · f1 torre del bianco · g1 re del bianco | a8 torre del nero · h8 re del nero · a7 pedone del nero · b7 alfiere del nero · d7 cavallo del nero · f7 alfiere del bianco · g7 pedone del nero · h7 pedone del nero · b6 pedone del nero · d6 donna del bianco · d5 cavallo del nero · f5 pedone del nero · a3 pedone del bianco · e3 alfiere del bianco · f3 donna del nero · g3 pedone del bianco · b2 pedone del bianco · f2 pedone del bianco · h2 pedone del bianco · a1 torre del bianco · f1 torre del bianco · g1 re del bianco | a8 torre del nero · h8 re del nero · a7 pedone del nero · b7 alfiere del nero · d7 cavallo del nero · f7 alfiere del bianco · g7 pedone del nero · h7 pedone del nero · b6 pedone del nero · d6 donna del bianco · d5 cavallo del nero · f5 pedone del nero · a3 pedone del bianco · e3 alfiere del bianco · f3 donna del nero · g3 pedone del bianco · b2 pedone del bianco · f2 pedone del bianco · h2 pedone del bianco · a1 torre del bianco · f1 torre del bianco · g1 re del bianco | a8 torre del nero · h8 re del nero · a7 pedone del nero · b7 alfiere del nero · d7 cavallo del nero · f7 alfiere del bianco · g7 pedone del nero · h7 pedone del nero · b6 pedone del nero · d6 donna del bianco · d5 cavallo del nero · f5 pedone del nero · a3 pedone del bianco · e3 alfiere del bianco · f3 donna del nero · g3 pedone del bianco · b2 pedone del bianco · f2 pedone del bianco · h2 pedone del bianco · a1 torre del bianco · f1 torre del bianco · g1 re del bianco | 4 |
| 3 | a8 torre del nero · h8 re del nero · a7 pedone del nero · b7 alfiere del nero · d7 cavallo del nero · f7 alfiere del bianco · g7 pedone del nero · h7 pedone del nero · b6 pedone del nero · d6 donna del bianco · d5 cavallo del nero · f5 pedone del nero · a3 pedone del bianco · e3 alfiere del bianco · f3 donna del nero · g3 pedone del bianco · b2 pedone del bianco · f2 pedone del bianco · h2 pedone del bianco · a1 torre del bianco · f1 torre del bianco · g1 re del bianco | a8 torre del nero · h8 re del nero · a7 pedone del nero · b7 alfiere del nero · d7 cavallo del nero · f7 alfiere del bianco · g7 pedone del nero · h7 pedone del nero · b6 pedone del nero · d6 donna del bianco · d5 cavallo del nero · f5 pedone del nero · a3 pedone del bianco · e3 alfiere del bianco · f3 donna del nero · g3 pedone del bianco · b2 pedone del bianco · f2 pedone del bianco · h2 pedone del bianco · a1 torre del bianco · f1 torre del bianco · g1 re del bianco | a8 torre del nero · h8 re del nero · a7 pedone del nero · b7 alfiere del nero · d7 cavallo del nero · f7 alfiere del bianco · g7 pedone del nero · h7 pedone del nero · b6 pedone del nero · d6 donna del bianco · d5 cavallo del nero · f5 pedone del nero · a3 pedone del bianco · e3 alfiere del bianco · f3 donna del nero · g3 pedone del bianco · b2 pedone del bianco · f2 pedone del bianco · h2 pedone del bianco · a1 torre del bianco · f1 torre del bianco · g1 re del bianco | a8 torre del nero · h8 re del nero · a7 pedone del nero · b7 alfiere del nero · d7 cavallo del nero · f7 alfiere del bianco · g7 pedone del nero · h7 pedone del nero · b6 pedone del nero · d6 donna del bianco · d5 cavallo del nero · f5 pedone del nero · a3 pedone del bianco · e3 alfiere del bianco · f3 donna del nero · g3 pedone del bianco · b2 pedone del bianco · f2 pedone del bianco · h2 pedone del bianco · a1 torre del bianco · f1 torre del bianco · g1 re del bianco | a8 torre del nero · h8 re del nero · a7 pedone del nero · b7 alfiere del nero · d7 cavallo del nero · f7 alfiere del bianco · g7 pedone del nero · h7 pedone del nero · b6 pedone del nero · d6 donna del bianco · d5 cavallo del nero · f5 pedone del nero · a3 pedone del bianco · e3 alfiere del bianco · f3 donna del nero · g3 pedone del bianco · b2 pedone del bianco · f2 pedone del bianco · h2 pedone del bianco · a1 torre del bianco · f1 torre del bianco · g1 re del bianco | a8 torre del nero · h8 re del nero · a7 pedone del nero · b7 alfiere del nero · d7 cavallo del nero · f7 alfiere del bianco · g7 pedone del nero · h7 pedone del nero · b6 pedone del nero · d6 donna del bianco · d5 cavallo del nero · f5 pedone del nero · a3 pedone del bianco · e3 alfiere del bianco · f3 donna del nero · g3 pedone del bianco · b2 pedone del bianco · f2 pedone del bianco · h2 pedone del bianco · a1 torre del bianco · f1 torre del bianco · g1 re del bianco | a8 torre del nero · h8 re del nero · a7 pedone del nero · b7 alfiere del nero · d7 cavallo del nero · f7 alfiere del bianco · g7 pedone del nero · h7 pedone del nero · b6 pedone del nero · d6 donna del bianco · d5 cavallo del nero · f5 pedone del nero · a3 pedone del bianco · e3 alfiere del bianco · f3 donna del nero · g3 pedone del bianco · b2 pedone del bianco · f2 pedone del bianco · h2 pedone del bianco · a1 torre del bianco · f1 torre del bianco · g1 re del bianco | a8 torre del nero · h8 re del nero · a7 pedone del nero · b7 alfiere del nero · d7 cavallo del nero · f7 alfiere del bianco · g7 pedone del nero · h7 pedone del nero · b6 pedone del nero · d6 donna del bianco · d5 cavallo del nero · f5 pedone del nero · a3 pedone del bianco · e3 alfiere del bianco · f3 donna del nero · g3 pedone del bianco · b2 pedone del bianco · f2 pedone del bianco · h2 pedone del bianco · a1 torre del bianco · f1 torre del bianco · g1 re del bianco | 3 |
| 2 | a8 torre del nero · h8 re del nero · a7 pedone del nero · b7 alfiere del nero · d7 cavallo del nero · f7 alfiere del bianco · g7 pedone del nero · h7 pedone del nero · b6 pedone del nero · d6 donna del bianco · d5 cavallo del nero · f5 pedone del nero · a3 pedone del bianco · e3 alfiere del bianco · f3 donna del nero · g3 pedone del bianco · b2 pedone del bianco · f2 pedone del bianco · h2 pedone del bianco · a1 torre del bianco · f1 torre del bianco · g1 re del bianco | a8 torre del nero · h8 re del nero · a7 pedone del nero · b7 alfiere del nero · d7 cavallo del nero · f7 alfiere del bianco · g7 pedone del nero · h7 pedone del nero · b6 pedone del nero · d6 donna del bianco · d5 cavallo del nero · f5 pedone del nero · a3 pedone del bianco · e3 alfiere del bianco · f3 donna del nero · g3 pedone del bianco · b2 pedone del bianco · f2 pedone del bianco · h2 pedone del bianco · a1 torre del bianco · f1 torre del bianco · g1 re del bianco | a8 torre del nero · h8 re del nero · a7 pedone del nero · b7 alfiere del nero · d7 cavallo del nero · f7 alfiere del bianco · g7 pedone del nero · h7 pedone del nero · b6 pedone del nero · d6 donna del bianco · d5 cavallo del nero · f5 pedone del nero · a3 pedone del bianco · e3 alfiere del bianco · f3 donna del nero · g3 pedone del bianco · b2 pedone del bianco · f2 pedone del bianco · h2 pedone del bianco · a1 torre del bianco · f1 torre del bianco · g1 re del bianco | a8 torre del nero · h8 re del nero · a7 pedone del nero · b7 alfiere del nero · d7 cavallo del nero · f7 alfiere del bianco · g7 pedone del nero · h7 pedone del nero · b6 pedone del nero · d6 donna del bianco · d5 cavallo del nero · f5 pedone del nero · a3 pedone del bianco · e3 alfiere del bianco · f3 donna del nero · g3 pedone del bianco · b2 pedone del bianco · f2 pedone del bianco · h2 pedone del bianco · a1 torre del bianco · f1 torre del bianco · g1 re del bianco | a8 torre del nero · h8 re del nero · a7 pedone del nero · b7 alfiere del nero · d7 cavallo del nero · f7 alfiere del bianco · g7 pedone del nero · h7 pedone del nero · b6 pedone del nero · d6 donna del bianco · d5 cavallo del nero · f5 pedone del nero · a3 pedone del bianco · e3 alfiere del bianco · f3 donna del nero · g3 pedone del bianco · b2 pedone del bianco · f2 pedone del bianco · h2 pedone del bianco · a1 torre del bianco · f1 torre del bianco · g1 re del bianco | a8 torre del nero · h8 re del nero · a7 pedone del nero · b7 alfiere del nero · d7 cavallo del nero · f7 alfiere del bianco · g7 pedone del nero · h7 pedone del nero · b6 pedone del nero · d6 donna del bianco · d5 cavallo del nero · f5 pedone del nero · a3 pedone del bianco · e3 alfiere del bianco · f3 donna del nero · g3 pedone del bianco · b2 pedone del bianco · f2 pedone del bianco · h2 pedone del bianco · a1 torre del bianco · f1 torre del bianco · g1 re del bianco | a8 torre del nero · h8 re del nero · a7 pedone del nero · b7 alfiere del nero · d7 cavallo del nero · f7 alfiere del bianco · g7 pedone del nero · h7 pedone del nero · b6 pedone del nero · d6 donna del bianco · d5 cavallo del nero · f5 pedone del nero · a3 pedone del bianco · e3 alfiere del bianco · f3 donna del nero · g3 pedone del bianco · b2 pedone del bianco · f2 pedone del bianco · h2 pedone del bianco · a1 torre del bianco · f1 torre del bianco · g1 re del bianco | a8 torre del nero · h8 re del nero · a7 pedone del nero · b7 alfiere del nero · d7 cavallo del nero · f7 alfiere del bianco · g7 pedone del nero · h7 pedone del nero · b6 pedone del nero · d6 donna del bianco · d5 cavallo del nero · f5 pedone del nero · a3 pedone del bianco · e3 alfiere del bianco · f3 donna del nero · g3 pedone del bianco · b2 pedone del bianco · f2 pedone del bianco · h2 pedone del bianco · a1 torre del bianco · f1 torre del bianco · g1 re del bianco | 2 |
| 1 | a8 torre del nero · h8 re del nero · a7 pedone del nero · b7 alfiere del nero · d7 cavallo del nero · f7 alfiere del bianco · g7 pedone del nero · h7 pedone del nero · b6 pedone del nero · d6 donna del bianco · d5 cavallo del nero · f5 pedone del nero · a3 pedone del bianco · e3 alfiere del bianco · f3 donna del nero · g3 pedone del bianco · b2 pedone del bianco · f2 pedone del bianco · h2 pedone del bianco · a1 torre del bianco · f1 torre del bianco · g1 re del bianco | a8 torre del nero · h8 re del nero · a7 pedone del nero · b7 alfiere del nero · d7 cavallo del nero · f7 alfiere del bianco · g7 pedone del nero · h7 pedone del nero · b6 pedone del nero · d6 donna del bianco · d5 cavallo del nero · f5 pedone del nero · a3 pedone del bianco · e3 alfiere del bianco · f3 donna del nero · g3 pedone del bianco · b2 pedone del bianco · f2 pedone del bianco · h2 pedone del bianco · a1 torre del bianco · f1 torre del bianco · g1 re del bianco | a8 torre del nero · h8 re del nero · a7 pedone del nero · b7 alfiere del nero · d7 cavallo del nero · f7 alfiere del bianco · g7 pedone del nero · h7 pedone del nero · b6 pedone del nero · d6 donna del bianco · d5 cavallo del nero · f5 pedone del nero · a3 pedone del bianco · e3 alfiere del bianco · f3 donna del nero · g3 pedone del bianco · b2 pedone del bianco · f2 pedone del bianco · h2 pedone del bianco · a1 torre del bianco · f1 torre del bianco · g1 re del bianco | a8 torre del nero · h8 re del nero · a7 pedone del nero · b7 alfiere del nero · d7 cavallo del nero · f7 alfiere del bianco · g7 pedone del nero · h7 pedone del nero · b6 pedone del nero · d6 donna del bianco · d5 cavallo del nero · f5 pedone del nero · a3 pedone del bianco · e3 alfiere del bianco · f3 donna del nero · g3 pedone del bianco · b2 pedone del bianco · f2 pedone del bianco · h2 pedone del bianco · a1 torre del bianco · f1 torre del bianco · g1 re del bianco | a8 torre del nero · h8 re del nero · a7 pedone del nero · b7 alfiere del nero · d7 cavallo del nero · f7 alfiere del bianco · g7 pedone del nero · h7 pedone del nero · b6 pedone del nero · d6 donna del bianco · d5 cavallo del nero · f5 pedone del nero · a3 pedone del bianco · e3 alfiere del bianco · f3 donna del nero · g3 pedone del bianco · b2 pedone del bianco · f2 pedone del bianco · h2 pedone del bianco · a1 torre del bianco · f1 torre del bianco · g1 re del bianco | a8 torre del nero · h8 re del nero · a7 pedone del nero · b7 alfiere del nero · d7 cavallo del nero · f7 alfiere del bianco · g7 pedone del nero · h7 pedone del nero · b6 pedone del nero · d6 donna del bianco · d5 cavallo del nero · f5 pedone del nero · a3 pedone del bianco · e3 alfiere del bianco · f3 donna del nero · g3 pedone del bianco · b2 pedone del bianco · f2 pedone del bianco · h2 pedone del bianco · a1 torre del bianco · f1 torre del bianco · g1 re del bianco | a8 torre del nero · h8 re del nero · a7 pedone del nero · b7 alfiere del nero · d7 cavallo del nero · f7 alfiere del bianco · g7 pedone del nero · h7 pedone del nero · b6 pedone del nero · d6 donna del bianco · d5 cavallo del nero · f5 pedone del nero · a3 pedone del bianco · e3 alfiere del bianco · f3 donna del nero · g3 pedone del bianco · b2 pedone del bianco · f2 pedone del bianco · h2 pedone del bianco · a1 torre del bianco · f1 torre del bianco · g1 re del bianco | a8 torre del nero · h8 re del nero · a7 pedone del nero · b7 alfiere del nero · d7 cavallo del nero · f7 alfiere del bianco · g7 pedone del nero · h7 pedone del nero · b6 pedone del nero · d6 donna del bianco · d5 cavallo del nero · f5 pedone del nero · a3 pedone del bianco · e3 alfiere del bianco · f3 donna del nero · g3 pedone del bianco · b2 pedone del bianco · f2 pedone del bianco · h2 pedone del bianco · a1 torre del bianco · f1 torre del bianco · g1 re del bianco | 1 |
|   | a | b | c | d | e | f | g | h |   |

Dopo 1. Ah5 il Nero non ha preso l'Alfiere e ha giocato invece 1. … Dg2+!! 2. R×g2 Cf4+ 3. Rg1 Ch3 matto.
|   | a | b | c | d | e | f | g | h |   |
| 8 | a8 donna del bianco · a7 pedone del nero · b7 pedone del nero · f7 pedone del nero · g7 pedone del nero · h7 re del nero · d6 donna del nero · h6 pedone del nero · f5 alfiere del nero · a3 pedone del bianco · e3 pedone del bianco · b2 pedone del bianco · c2 cavallo del nero · f2 pedone del bianco · g2 pedone del bianco · h2 pedone del bianco · c1 re del bianco · d1 cavallo del bianco · f1 alfiere del bianco · h1 torre del bianco | a8 donna del bianco · a7 pedone del nero · b7 pedone del nero · f7 pedone del nero · g7 pedone del nero · h7 re del nero · d6 donna del nero · h6 pedone del nero · f5 alfiere del nero · a3 pedone del bianco · e3 pedone del bianco · b2 pedone del bianco · c2 cavallo del nero · f2 pedone del bianco · g2 pedone del bianco · h2 pedone del bianco · c1 re del bianco · d1 cavallo del bianco · f1 alfiere del bianco · h1 torre del bianco | a8 donna del bianco · a7 pedone del nero · b7 pedone del nero · f7 pedone del nero · g7 pedone del nero · h7 re del nero · d6 donna del nero · h6 pedone del nero · f5 alfiere del nero · a3 pedone del bianco · e3 pedone del bianco · b2 pedone del bianco · c2 cavallo del nero · f2 pedone del bianco · g2 pedone del bianco · h2 pedone del bianco · c1 re del bianco · d1 cavallo del bianco · f1 alfiere del bianco · h1 torre del bianco | a8 donna del bianco · a7 pedone del nero · b7 pedone del nero · f7 pedone del nero · g7 pedone del nero · h7 re del nero · d6 donna del nero · h6 pedone del nero · f5 alfiere del nero · a3 pedone del bianco · e3 pedone del bianco · b2 pedone del bianco · c2 cavallo del nero · f2 pedone del bianco · g2 pedone del bianco · h2 pedone del bianco · c1 re del bianco · d1 cavallo del bianco · f1 alfiere del bianco · h1 torre del bianco | a8 donna del bianco · a7 pedone del nero · b7 pedone del nero · f7 pedone del nero · g7 pedone del nero · h7 re del nero · d6 donna del nero · h6 pedone del nero · f5 alfiere del nero · a3 pedone del bianco · e3 pedone del bianco · b2 pedone del bianco · c2 cavallo del nero · f2 pedone del bianco · g2 pedone del bianco · h2 pedone del bianco · c1 re del bianco · d1 cavallo del bianco · f1 alfiere del bianco · h1 torre del bianco | a8 donna del bianco · a7 pedone del nero · b7 pedone del nero · f7 pedone del nero · g7 pedone del nero · h7 re del nero · d6 donna del nero · h6 pedone del nero · f5 alfiere del nero · a3 pedone del bianco · e3 pedone del bianco · b2 pedone del bianco · c2 cavallo del nero · f2 pedone del bianco · g2 pedone del bianco · h2 pedone del bianco · c1 re del bianco · d1 cavallo del bianco · f1 alfiere del bianco · h1 torre del bianco | a8 donna del bianco · a7 pedone del nero · b7 pedone del nero · f7 pedone del nero · g7 pedone del nero · h7 re del nero · d6 donna del nero · h6 pedone del nero · f5 alfiere del nero · a3 pedone del bianco · e3 pedone del bianco · b2 pedone del bianco · c2 cavallo del nero · f2 pedone del bianco · g2 pedone del bianco · h2 pedone del bianco · c1 re del bianco · d1 cavallo del bianco · f1 alfiere del bianco · h1 torre del bianco | a8 donna del bianco · a7 pedone del nero · b7 pedone del nero · f7 pedone del nero · g7 pedone del nero · h7 re del nero · d6 donna del nero · h6 pedone del nero · f5 alfiere del nero · a3 pedone del bianco · e3 pedone del bianco · b2 pedone del bianco · c2 cavallo del nero · f2 pedone del bianco · g2 pedone del bianco · h2 pedone del bianco · c1 re del bianco · d1 cavallo del bianco · f1 alfiere del bianco · h1 torre del bianco | 8 |
| 7 | a8 donna del bianco · a7 pedone del nero · b7 pedone del nero · f7 pedone del nero · g7 pedone del nero · h7 re del nero · d6 donna del nero · h6 pedone del nero · f5 alfiere del nero · a3 pedone del bianco · e3 pedone del bianco · b2 pedone del bianco · c2 cavallo del nero · f2 pedone del bianco · g2 pedone del bianco · h2 pedone del bianco · c1 re del bianco · d1 cavallo del bianco · f1 alfiere del bianco · h1 torre del bianco | a8 donna del bianco · a7 pedone del nero · b7 pedone del nero · f7 pedone del nero · g7 pedone del nero · h7 re del nero · d6 donna del nero · h6 pedone del nero · f5 alfiere del nero · a3 pedone del bianco · e3 pedone del bianco · b2 pedone del bianco · c2 cavallo del nero · f2 pedone del bianco · g2 pedone del bianco · h2 pedone del bianco · c1 re del bianco · d1 cavallo del bianco · f1 alfiere del bianco · h1 torre del bianco | a8 donna del bianco · a7 pedone del nero · b7 pedone del nero · f7 pedone del nero · g7 pedone del nero · h7 re del nero · d6 donna del nero · h6 pedone del nero · f5 alfiere del nero · a3 pedone del bianco · e3 pedone del bianco · b2 pedone del bianco · c2 cavallo del nero · f2 pedone del bianco · g2 pedone del bianco · h2 pedone del bianco · c1 re del bianco · d1 cavallo del bianco · f1 alfiere del bianco · h1 torre del bianco | a8 donna del bianco · a7 pedone del nero · b7 pedone del nero · f7 pedone del nero · g7 pedone del nero · h7 re del nero · d6 donna del nero · h6 pedone del nero · f5 alfiere del nero · a3 pedone del bianco · e3 pedone del bianco · b2 pedone del bianco · c2 cavallo del nero · f2 pedone del bianco · g2 pedone del bianco · h2 pedone del bianco · c1 re del bianco · d1 cavallo del bianco · f1 alfiere del bianco · h1 torre del bianco | a8 donna del bianco · a7 pedone del nero · b7 pedone del nero · f7 pedone del nero · g7 pedone del nero · h7 re del nero · d6 donna del nero · h6 pedone del nero · f5 alfiere del nero · a3 pedone del bianco · e3 pedone del bianco · b2 pedone del bianco · c2 cavallo del nero · f2 pedone del bianco · g2 pedone del bianco · h2 pedone del bianco · c1 re del bianco · d1 cavallo del bianco · f1 alfiere del bianco · h1 torre del bianco | a8 donna del bianco · a7 pedone del nero · b7 pedone del nero · f7 pedone del nero · g7 pedone del nero · h7 re del nero · d6 donna del nero · h6 pedone del nero · f5 alfiere del nero · a3 pedone del bianco · e3 pedone del bianco · b2 pedone del bianco · c2 cavallo del nero · f2 pedone del bianco · g2 pedone del bianco · h2 pedone del bianco · c1 re del bianco · d1 cavallo del bianco · f1 alfiere del bianco · h1 torre del bianco | a8 donna del bianco · a7 pedone del nero · b7 pedone del nero · f7 pedone del nero · g7 pedone del nero · h7 re del nero · d6 donna del nero · h6 pedone del nero · f5 alfiere del nero · a3 pedone del bianco · e3 pedone del bianco · b2 pedone del bianco · c2 cavallo del nero · f2 pedone del bianco · g2 pedone del bianco · h2 pedone del bianco · c1 re del bianco · d1 cavallo del bianco · f1 alfiere del bianco · h1 torre del bianco | a8 donna del bianco · a7 pedone del nero · b7 pedone del nero · f7 pedone del nero · g7 pedone del nero · h7 re del nero · d6 donna del nero · h6 pedone del nero · f5 alfiere del nero · a3 pedone del bianco · e3 pedone del bianco · b2 pedone del bianco · c2 cavallo del nero · f2 pedone del bianco · g2 pedone del bianco · h2 pedone del bianco · c1 re del bianco · d1 cavallo del bianco · f1 alfiere del bianco · h1 torre del bianco | 7 |
| 6 | a8 donna del bianco · a7 pedone del nero · b7 pedone del nero · f7 pedone del nero · g7 pedone del nero · h7 re del nero · d6 donna del nero · h6 pedone del nero · f5 alfiere del nero · a3 pedone del bianco · e3 pedone del bianco · b2 pedone del bianco · c2 cavallo del nero · f2 pedone del bianco · g2 pedone del bianco · h2 pedone del bianco · c1 re del bianco · d1 cavallo del bianco · f1 alfiere del bianco · h1 torre del bianco | a8 donna del bianco · a7 pedone del nero · b7 pedone del nero · f7 pedone del nero · g7 pedone del nero · h7 re del nero · d6 donna del nero · h6 pedone del nero · f5 alfiere del nero · a3 pedone del bianco · e3 pedone del bianco · b2 pedone del bianco · c2 cavallo del nero · f2 pedone del bianco · g2 pedone del bianco · h2 pedone del bianco · c1 re del bianco · d1 cavallo del bianco · f1 alfiere del bianco · h1 torre del bianco | a8 donna del bianco · a7 pedone del nero · b7 pedone del nero · f7 pedone del nero · g7 pedone del nero · h7 re del nero · d6 donna del nero · h6 pedone del nero · f5 alfiere del nero · a3 pedone del bianco · e3 pedone del bianco · b2 pedone del bianco · c2 cavallo del nero · f2 pedone del bianco · g2 pedone del bianco · h2 pedone del bianco · c1 re del bianco · d1 cavallo del bianco · f1 alfiere del bianco · h1 torre del bianco | a8 donna del bianco · a7 pedone del nero · b7 pedone del nero · f7 pedone del nero · g7 pedone del nero · h7 re del nero · d6 donna del nero · h6 pedone del nero · f5 alfiere del nero · a3 pedone del bianco · e3 pedone del bianco · b2 pedone del bianco · c2 cavallo del nero · f2 pedone del bianco · g2 pedone del bianco · h2 pedone del bianco · c1 re del bianco · d1 cavallo del bianco · f1 alfiere del bianco · h1 torre del bianco | a8 donna del bianco · a7 pedone del nero · b7 pedone del nero · f7 pedone del nero · g7 pedone del nero · h7 re del nero · d6 donna del nero · h6 pedone del nero · f5 alfiere del nero · a3 pedone del bianco · e3 pedone del bianco · b2 pedone del bianco · c2 cavallo del nero · f2 pedone del bianco · g2 pedone del bianco · h2 pedone del bianco · c1 re del bianco · d1 cavallo del bianco · f1 alfiere del bianco · h1 torre del bianco | a8 donna del bianco · a7 pedone del nero · b7 pedone del nero · f7 pedone del nero · g7 pedone del nero · h7 re del nero · d6 donna del nero · h6 pedone del nero · f5 alfiere del nero · a3 pedone del bianco · e3 pedone del bianco · b2 pedone del bianco · c2 cavallo del nero · f2 pedone del bianco · g2 pedone del bianco · h2 pedone del bianco · c1 re del bianco · d1 cavallo del bianco · f1 alfiere del bianco · h1 torre del bianco | a8 donna del bianco · a7 pedone del nero · b7 pedone del nero · f7 pedone del nero · g7 pedone del nero · h7 re del nero · d6 donna del nero · h6 pedone del nero · f5 alfiere del nero · a3 pedone del bianco · e3 pedone del bianco · b2 pedone del bianco · c2 cavallo del nero · f2 pedone del bianco · g2 pedone del bianco · h2 pedone del bianco · c1 re del bianco · d1 cavallo del bianco · f1 alfiere del bianco · h1 torre del bianco | a8 donna del bianco · a7 pedone del nero · b7 pedone del nero · f7 pedone del nero · g7 pedone del nero · h7 re del nero · d6 donna del nero · h6 pedone del nero · f5 alfiere del nero · a3 pedone del bianco · e3 pedone del bianco · b2 pedone del bianco · c2 cavallo del nero · f2 pedone del bianco · g2 pedone del bianco · h2 pedone del bianco · c1 re del bianco · d1 cavallo del bianco · f1 alfiere del bianco · h1 torre del bianco | 6 |
| 5 | a8 donna del bianco · a7 pedone del nero · b7 pedone del nero · f7 pedone del nero · g7 pedone del nero · h7 re del nero · d6 donna del nero · h6 pedone del nero · f5 alfiere del nero · a3 pedone del bianco · e3 pedone del bianco · b2 pedone del bianco · c2 cavallo del nero · f2 pedone del bianco · g2 pedone del bianco · h2 pedone del bianco · c1 re del bianco · d1 cavallo del bianco · f1 alfiere del bianco · h1 torre del bianco | a8 donna del bianco · a7 pedone del nero · b7 pedone del nero · f7 pedone del nero · g7 pedone del nero · h7 re del nero · d6 donna del nero · h6 pedone del nero · f5 alfiere del nero · a3 pedone del bianco · e3 pedone del bianco · b2 pedone del bianco · c2 cavallo del nero · f2 pedone del bianco · g2 pedone del bianco · h2 pedone del bianco · c1 re del bianco · d1 cavallo del bianco · f1 alfiere del bianco · h1 torre del bianco | a8 donna del bianco · a7 pedone del nero · b7 pedone del nero · f7 pedone del nero · g7 pedone del nero · h7 re del nero · d6 donna del nero · h6 pedone del nero · f5 alfiere del nero · a3 pedone del bianco · e3 pedone del bianco · b2 pedone del bianco · c2 cavallo del nero · f2 pedone del bianco · g2 pedone del bianco · h2 pedone del bianco · c1 re del bianco · d1 cavallo del bianco · f1 alfiere del bianco · h1 torre del bianco | a8 donna del bianco · a7 pedone del nero · b7 pedone del nero · f7 pedone del nero · g7 pedone del nero · h7 re del nero · d6 donna del nero · h6 pedone del nero · f5 alfiere del nero · a3 pedone del bianco · e3 pedone del bianco · b2 pedone del bianco · c2 cavallo del nero · f2 pedone del bianco · g2 pedone del bianco · h2 pedone del bianco · c1 re del bianco · d1 cavallo del bianco · f1 alfiere del bianco · h1 torre del bianco | a8 donna del bianco · a7 pedone del nero · b7 pedone del nero · f7 pedone del nero · g7 pedone del nero · h7 re del nero · d6 donna del nero · h6 pedone del nero · f5 alfiere del nero · a3 pedone del bianco · e3 pedone del bianco · b2 pedone del bianco · c2 cavallo del nero · f2 pedone del bianco · g2 pedone del bianco · h2 pedone del bianco · c1 re del bianco · d1 cavallo del bianco · f1 alfiere del bianco · h1 torre del bianco | a8 donna del bianco · a7 pedone del nero · b7 pedone del nero · f7 pedone del nero · g7 pedone del nero · h7 re del nero · d6 donna del nero · h6 pedone del nero · f5 alfiere del nero · a3 pedone del bianco · e3 pedone del bianco · b2 pedone del bianco · c2 cavallo del nero · f2 pedone del bianco · g2 pedone del bianco · h2 pedone del bianco · c1 re del bianco · d1 cavallo del bianco · f1 alfiere del bianco · h1 torre del bianco | a8 donna del bianco · a7 pedone del nero · b7 pedone del nero · f7 pedone del nero · g7 pedone del nero · h7 re del nero · d6 donna del nero · h6 pedone del nero · f5 alfiere del nero · a3 pedone del bianco · e3 pedone del bianco · b2 pedone del bianco · c2 cavallo del nero · f2 pedone del bianco · g2 pedone del bianco · h2 pedone del bianco · c1 re del bianco · d1 cavallo del bianco · f1 alfiere del bianco · h1 torre del bianco | a8 donna del bianco · a7 pedone del nero · b7 pedone del nero · f7 pedone del nero · g7 pedone del nero · h7 re del nero · d6 donna del nero · h6 pedone del nero · f5 alfiere del nero · a3 pedone del bianco · e3 pedone del bianco · b2 pedone del bianco · c2 cavallo del nero · f2 pedone del bianco · g2 pedone del bianco · h2 pedone del bianco · c1 re del bianco · d1 cavallo del bianco · f1 alfiere del bianco · h1 torre del bianco | 5 |
| 4 | a8 donna del bianco · a7 pedone del nero · b7 pedone del nero · f7 pedone del nero · g7 pedone del nero · h7 re del nero · d6 donna del nero · h6 pedone del nero · f5 alfiere del nero · a3 pedone del bianco · e3 pedone del bianco · b2 pedone del bianco · c2 cavallo del nero · f2 pedone del bianco · g2 pedone del bianco · h2 pedone del bianco · c1 re del bianco · d1 cavallo del bianco · f1 alfiere del bianco · h1 torre del bianco | a8 donna del bianco · a7 pedone del nero · b7 pedone del nero · f7 pedone del nero · g7 pedone del nero · h7 re del nero · d6 donna del nero · h6 pedone del nero · f5 alfiere del nero · a3 pedone del bianco · e3 pedone del bianco · b2 pedone del bianco · c2 cavallo del nero · f2 pedone del bianco · g2 pedone del bianco · h2 pedone del bianco · c1 re del bianco · d1 cavallo del bianco · f1 alfiere del bianco · h1 torre del bianco | a8 donna del bianco · a7 pedone del nero · b7 pedone del nero · f7 pedone del nero · g7 pedone del nero · h7 re del nero · d6 donna del nero · h6 pedone del nero · f5 alfiere del nero · a3 pedone del bianco · e3 pedone del bianco · b2 pedone del bianco · c2 cavallo del nero · f2 pedone del bianco · g2 pedone del bianco · h2 pedone del bianco · c1 re del bianco · d1 cavallo del bianco · f1 alfiere del bianco · h1 torre del bianco | a8 donna del bianco · a7 pedone del nero · b7 pedone del nero · f7 pedone del nero · g7 pedone del nero · h7 re del nero · d6 donna del nero · h6 pedone del nero · f5 alfiere del nero · a3 pedone del bianco · e3 pedone del bianco · b2 pedone del bianco · c2 cavallo del nero · f2 pedone del bianco · g2 pedone del bianco · h2 pedone del bianco · c1 re del bianco · d1 cavallo del bianco · f1 alfiere del bianco · h1 torre del bianco | a8 donna del bianco · a7 pedone del nero · b7 pedone del nero · f7 pedone del nero · g7 pedone del nero · h7 re del nero · d6 donna del nero · h6 pedone del nero · f5 alfiere del nero · a3 pedone del bianco · e3 pedone del bianco · b2 pedone del bianco · c2 cavallo del nero · f2 pedone del bianco · g2 pedone del bianco · h2 pedone del bianco · c1 re del bianco · d1 cavallo del bianco · f1 alfiere del bianco · h1 torre del bianco | a8 donna del bianco · a7 pedone del nero · b7 pedone del nero · f7 pedone del nero · g7 pedone del nero · h7 re del nero · d6 donna del nero · h6 pedone del nero · f5 alfiere del nero · a3 pedone del bianco · e3 pedone del bianco · b2 pedone del bianco · c2 cavallo del nero · f2 pedone del bianco · g2 pedone del bianco · h2 pedone del bianco · c1 re del bianco · d1 cavallo del bianco · f1 alfiere del bianco · h1 torre del bianco | a8 donna del bianco · a7 pedone del nero · b7 pedone del nero · f7 pedone del nero · g7 pedone del nero · h7 re del nero · d6 donna del nero · h6 pedone del nero · f5 alfiere del nero · a3 pedone del bianco · e3 pedone del bianco · b2 pedone del bianco · c2 cavallo del nero · f2 pedone del bianco · g2 pedone del bianco · h2 pedone del bianco · c1 re del bianco · d1 cavallo del bianco · f1 alfiere del bianco · h1 torre del bianco | a8 donna del bianco · a7 pedone del nero · b7 pedone del nero · f7 pedone del nero · g7 pedone del nero · h7 re del nero · d6 donna del nero · h6 pedone del nero · f5 alfiere del nero · a3 pedone del bianco · e3 pedone del bianco · b2 pedone del bianco · c2 cavallo del nero · f2 pedone del bianco · g2 pedone del bianco · h2 pedone del bianco · c1 re del bianco · d1 cavallo del bianco · f1 alfiere del bianco · h1 torre del bianco | 4 |
| 3 | a8 donna del bianco · a7 pedone del nero · b7 pedone del nero · f7 pedone del nero · g7 pedone del nero · h7 re del nero · d6 donna del nero · h6 pedone del nero · f5 alfiere del nero · a3 pedone del bianco · e3 pedone del bianco · b2 pedone del bianco · c2 cavallo del nero · f2 pedone del bianco · g2 pedone del bianco · h2 pedone del bianco · c1 re del bianco · d1 cavallo del bianco · f1 alfiere del bianco · h1 torre del bianco | a8 donna del bianco · a7 pedone del nero · b7 pedone del nero · f7 pedone del nero · g7 pedone del nero · h7 re del nero · d6 donna del nero · h6 pedone del nero · f5 alfiere del nero · a3 pedone del bianco · e3 pedone del bianco · b2 pedone del bianco · c2 cavallo del nero · f2 pedone del bianco · g2 pedone del bianco · h2 pedone del bianco · c1 re del bianco · d1 cavallo del bianco · f1 alfiere del bianco · h1 torre del bianco | a8 donna del bianco · a7 pedone del nero · b7 pedone del nero · f7 pedone del nero · g7 pedone del nero · h7 re del nero · d6 donna del nero · h6 pedone del nero · f5 alfiere del nero · a3 pedone del bianco · e3 pedone del bianco · b2 pedone del bianco · c2 cavallo del nero · f2 pedone del bianco · g2 pedone del bianco · h2 pedone del bianco · c1 re del bianco · d1 cavallo del bianco · f1 alfiere del bianco · h1 torre del bianco | a8 donna del bianco · a7 pedone del nero · b7 pedone del nero · f7 pedone del nero · g7 pedone del nero · h7 re del nero · d6 donna del nero · h6 pedone del nero · f5 alfiere del nero · a3 pedone del bianco · e3 pedone del bianco · b2 pedone del bianco · c2 cavallo del nero · f2 pedone del bianco · g2 pedone del bianco · h2 pedone del bianco · c1 re del bianco · d1 cavallo del bianco · f1 alfiere del bianco · h1 torre del bianco | a8 donna del bianco · a7 pedone del nero · b7 pedone del nero · f7 pedone del nero · g7 pedone del nero · h7 re del nero · d6 donna del nero · h6 pedone del nero · f5 alfiere del nero · a3 pedone del bianco · e3 pedone del bianco · b2 pedone del bianco · c2 cavallo del nero · f2 pedone del bianco · g2 pedone del bianco · h2 pedone del bianco · c1 re del bianco · d1 cavallo del bianco · f1 alfiere del bianco · h1 torre del bianco | a8 donna del bianco · a7 pedone del nero · b7 pedone del nero · f7 pedone del nero · g7 pedone del nero · h7 re del nero · d6 donna del nero · h6 pedone del nero · f5 alfiere del nero · a3 pedone del bianco · e3 pedone del bianco · b2 pedone del bianco · c2 cavallo del nero · f2 pedone del bianco · g2 pedone del bianco · h2 pedone del bianco · c1 re del bianco · d1 cavallo del bianco · f1 alfiere del bianco · h1 torre del bianco | a8 donna del bianco · a7 pedone del nero · b7 pedone del nero · f7 pedone del nero · g7 pedone del nero · h7 re del nero · d6 donna del nero · h6 pedone del nero · f5 alfiere del nero · a3 pedone del bianco · e3 pedone del bianco · b2 pedone del bianco · c2 cavallo del nero · f2 pedone del bianco · g2 pedone del bianco · h2 pedone del bianco · c1 re del bianco · d1 cavallo del bianco · f1 alfiere del bianco · h1 torre del bianco | a8 donna del bianco · a7 pedone del nero · b7 pedone del nero · f7 pedone del nero · g7 pedone del nero · h7 re del nero · d6 donna del nero · h6 pedone del nero · f5 alfiere del nero · a3 pedone del bianco · e3 pedone del bianco · b2 pedone del bianco · c2 cavallo del nero · f2 pedone del bianco · g2 pedone del bianco · h2 pedone del bianco · c1 re del bianco · d1 cavallo del bianco · f1 alfiere del bianco · h1 torre del bianco | 3 |
| 2 | a8 donna del bianco · a7 pedone del nero · b7 pedone del nero · f7 pedone del nero · g7 pedone del nero · h7 re del nero · d6 donna del nero · h6 pedone del nero · f5 alfiere del nero · a3 pedone del bianco · e3 pedone del bianco · b2 pedone del bianco · c2 cavallo del nero · f2 pedone del bianco · g2 pedone del bianco · h2 pedone del bianco · c1 re del bianco · d1 cavallo del bianco · f1 alfiere del bianco · h1 torre del bianco | a8 donna del bianco · a7 pedone del nero · b7 pedone del nero · f7 pedone del nero · g7 pedone del nero · h7 re del nero · d6 donna del nero · h6 pedone del nero · f5 alfiere del nero · a3 pedone del bianco · e3 pedone del bianco · b2 pedone del bianco · c2 cavallo del nero · f2 pedone del bianco · g2 pedone del bianco · h2 pedone del bianco · c1 re del bianco · d1 cavallo del bianco · f1 alfiere del bianco · h1 torre del bianco | a8 donna del bianco · a7 pedone del nero · b7 pedone del nero · f7 pedone del nero · g7 pedone del nero · h7 re del nero · d6 donna del nero · h6 pedone del nero · f5 alfiere del nero · a3 pedone del bianco · e3 pedone del bianco · b2 pedone del bianco · c2 cavallo del nero · f2 pedone del bianco · g2 pedone del bianco · h2 pedone del bianco · c1 re del bianco · d1 cavallo del bianco · f1 alfiere del bianco · h1 torre del bianco | a8 donna del bianco · a7 pedone del nero · b7 pedone del nero · f7 pedone del nero · g7 pedone del nero · h7 re del nero · d6 donna del nero · h6 pedone del nero · f5 alfiere del nero · a3 pedone del bianco · e3 pedone del bianco · b2 pedone del bianco · c2 cavallo del nero · f2 pedone del bianco · g2 pedone del bianco · h2 pedone del bianco · c1 re del bianco · d1 cavallo del bianco · f1 alfiere del bianco · h1 torre del bianco | a8 donna del bianco · a7 pedone del nero · b7 pedone del nero · f7 pedone del nero · g7 pedone del nero · h7 re del nero · d6 donna del nero · h6 pedone del nero · f5 alfiere del nero · a3 pedone del bianco · e3 pedone del bianco · b2 pedone del bianco · c2 cavallo del nero · f2 pedone del bianco · g2 pedone del bianco · h2 pedone del bianco · c1 re del bianco · d1 cavallo del bianco · f1 alfiere del bianco · h1 torre del bianco | a8 donna del bianco · a7 pedone del nero · b7 pedone del nero · f7 pedone del nero · g7 pedone del nero · h7 re del nero · d6 donna del nero · h6 pedone del nero · f5 alfiere del nero · a3 pedone del bianco · e3 pedone del bianco · b2 pedone del bianco · c2 cavallo del nero · f2 pedone del bianco · g2 pedone del bianco · h2 pedone del bianco · c1 re del bianco · d1 cavallo del bianco · f1 alfiere del bianco · h1 torre del bianco | a8 donna del bianco · a7 pedone del nero · b7 pedone del nero · f7 pedone del nero · g7 pedone del nero · h7 re del nero · d6 donna del nero · h6 pedone del nero · f5 alfiere del nero · a3 pedone del bianco · e3 pedone del bianco · b2 pedone del bianco · c2 cavallo del nero · f2 pedone del bianco · g2 pedone del bianco · h2 pedone del bianco · c1 re del bianco · d1 cavallo del bianco · f1 alfiere del bianco · h1 torre del bianco | a8 donna del bianco · a7 pedone del nero · b7 pedone del nero · f7 pedone del nero · g7 pedone del nero · h7 re del nero · d6 donna del nero · h6 pedone del nero · f5 alfiere del nero · a3 pedone del bianco · e3 pedone del bianco · b2 pedone del bianco · c2 cavallo del nero · f2 pedone del bianco · g2 pedone del bianco · h2 pedone del bianco · c1 re del bianco · d1 cavallo del bianco · f1 alfiere del bianco · h1 torre del bianco | 2 |
| 1 | a8 donna del bianco · a7 pedone del nero · b7 pedone del nero · f7 pedone del nero · g7 pedone del nero · h7 re del nero · d6 donna del nero · h6 pedone del nero · f5 alfiere del nero · a3 pedone del bianco · e3 pedone del bianco · b2 pedone del bianco · c2 cavallo del nero · f2 pedone del bianco · g2 pedone del bianco · h2 pedone del bianco · c1 re del bianco · d1 cavallo del bianco · f1 alfiere del bianco · h1 torre del bianco | a8 donna del bianco · a7 pedone del nero · b7 pedone del nero · f7 pedone del nero · g7 pedone del nero · h7 re del nero · d6 donna del nero · h6 pedone del nero · f5 alfiere del nero · a3 pedone del bianco · e3 pedone del bianco · b2 pedone del bianco · c2 cavallo del nero · f2 pedone del bianco · g2 pedone del bianco · h2 pedone del bianco · c1 re del bianco · d1 cavallo del bianco · f1 alfiere del bianco · h1 torre del bianco | a8 donna del bianco · a7 pedone del nero · b7 pedone del nero · f7 pedone del nero · g7 pedone del nero · h7 re del nero · d6 donna del nero · h6 pedone del nero · f5 alfiere del nero · a3 pedone del bianco · e3 pedone del bianco · b2 pedone del bianco · c2 cavallo del nero · f2 pedone del bianco · g2 pedone del bianco · h2 pedone del bianco · c1 re del bianco · d1 cavallo del bianco · f1 alfiere del bianco · h1 torre del bianco | a8 donna del bianco · a7 pedone del nero · b7 pedone del nero · f7 pedone del nero · g7 pedone del nero · h7 re del nero · d6 donna del nero · h6 pedone del nero · f5 alfiere del nero · a3 pedone del bianco · e3 pedone del bianco · b2 pedone del bianco · c2 cavallo del nero · f2 pedone del bianco · g2 pedone del bianco · h2 pedone del bianco · c1 re del bianco · d1 cavallo del bianco · f1 alfiere del bianco · h1 torre del bianco | a8 donna del bianco · a7 pedone del nero · b7 pedone del nero · f7 pedone del nero · g7 pedone del nero · h7 re del nero · d6 donna del nero · h6 pedone del nero · f5 alfiere del nero · a3 pedone del bianco · e3 pedone del bianco · b2 pedone del bianco · c2 cavallo del nero · f2 pedone del bianco · g2 pedone del bianco · h2 pedone del bianco · c1 re del bianco · d1 cavallo del bianco · f1 alfiere del bianco · h1 torre del bianco | a8 donna del bianco · a7 pedone del nero · b7 pedone del nero · f7 pedone del nero · g7 pedone del nero · h7 re del nero · d6 donna del nero · h6 pedone del nero · f5 alfiere del nero · a3 pedone del bianco · e3 pedone del bianco · b2 pedone del bianco · c2 cavallo del nero · f2 pedone del bianco · g2 pedone del bianco · h2 pedone del bianco · c1 re del bianco · d1 cavallo del bianco · f1 alfiere del bianco · h1 torre del bianco | a8 donna del bianco · a7 pedone del nero · b7 pedone del nero · f7 pedone del nero · g7 pedone del nero · h7 re del nero · d6 donna del nero · h6 pedone del nero · f5 alfiere del nero · a3 pedone del bianco · e3 pedone del bianco · b2 pedone del bianco · c2 cavallo del nero · f2 pedone del bianco · g2 pedone del bianco · h2 pedone del bianco · c1 re del bianco · d1 cavallo del bianco · f1 alfiere del bianco · h1 torre del bianco | a8 donna del bianco · a7 pedone del nero · b7 pedone del nero · f7 pedone del nero · g7 pedone del nero · h7 re del nero · d6 donna del nero · h6 pedone del nero · f5 alfiere del nero · a3 pedone del bianco · e3 pedone del bianco · b2 pedone del bianco · c2 cavallo del nero · f2 pedone del bianco · g2 pedone del bianco · h2 pedone del bianco · c1 re del bianco · d1 cavallo del bianco · f1 alfiere del bianco · h1 torre del bianco | 1 |
|   | a | b | c | d | e | f | g | h |   |

Il Nero ha giocato 21. Ca1 minacciando il matto con Cb3. Il Bianco ha risposto con 22. D×b7 e ha abbandonato dopo Dc7+.